# Liste der Biografien/Maye
Liste der Biografien |
Portal Biografien |
Personensuche
# |
A |
B |
C |
D |
E |
F |
G |
H |
I |
J |
K |
L |
M |
N |
O |
P |
Q |
R |
S |
T |
U |
V |
W |
X |
Y |
Z |
?
 
Ma |
Mb |
Mc |
Md |
Me |
Mf |
Mg |
Mh |
Mi |
Mj |
Mk |
Ml |
Mm |
Mn |
Mo |
Mp |
Mq |
Mr |
Ms |
Mt |
Mu |
Mv |
Mw |
Mx |
My |
Mz
 
Maa |
Mab |
Mac |
Mad |
Mae |
Maf |
Mag |
Mah |
Mai |
Maj |
Mak |
Mal |
Mam |
Man |
Mao |
Map |
Maq |
Mar |
Mas |
Mat |
Mau |
Mav |
Maw |
Max |
May |
Maz
 
Maya |
Mayb |
Mayc |
Mayd |
Maye |
Mayf |
Mayh |
Mayi |
Mayk |
Mayl |
Maym |
Mayn |
Mayo |
Mayr |
Mays |
Mayt |
Mayu |
Mayv |
Mayw
Die Liste der Biografien führt alle Personen auf, die in der deutschsprachigen Wikipedia einen Artikel haben. Dieses ist eine Teilliste mit 676 Einträgen von Personen, deren Namen mit den Buchstaben „Maye“ beginnt.

## Maye
- Maye, Annette (* 1974), deutsche Klarinettistin, Musikwissenschaftlerin
- Maye, Arthur Lee (1934–2002), amerikanischer R&B-Sänger und Baseballspieler
- Maye, Drake (* 2002), US-amerikanischer American-Football-SpielerDrake Maye (* 2002)

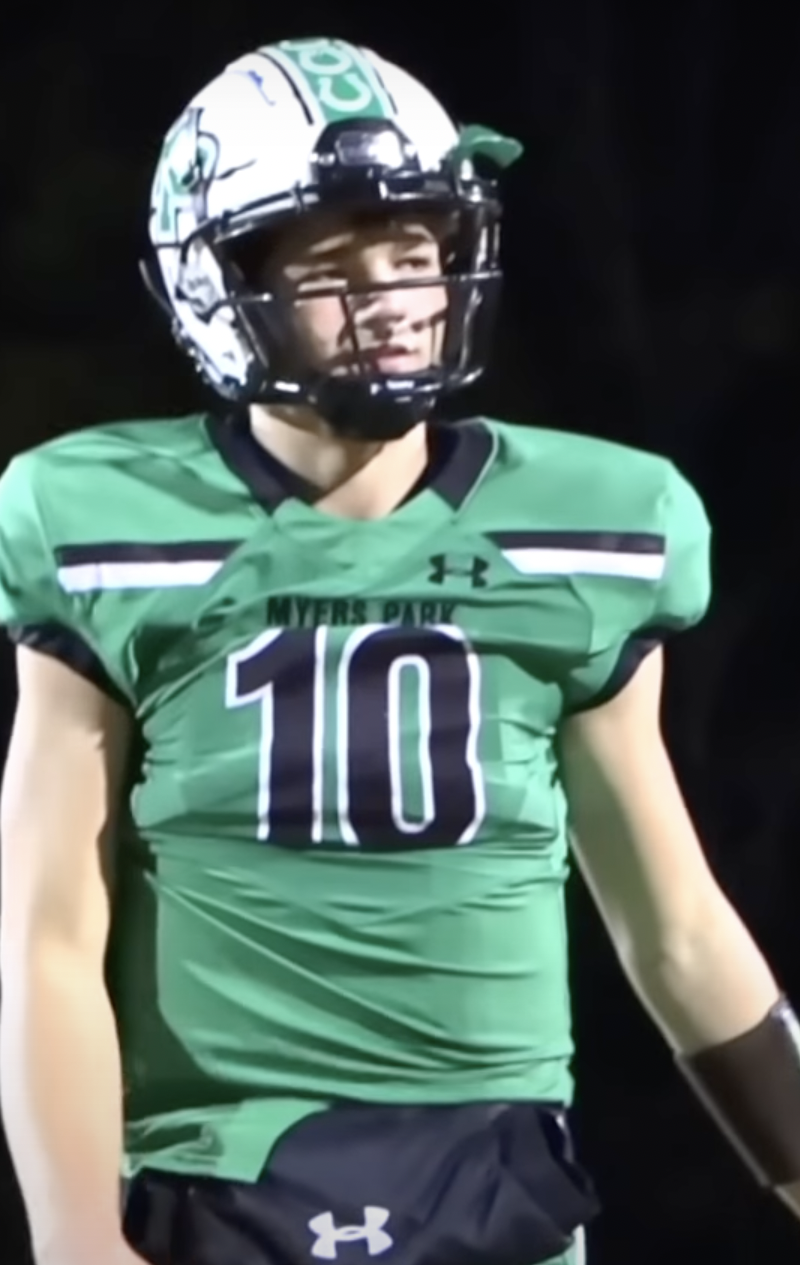
Drake Maye (* 2002)

- Maye, Marcus (* 1993), US-amerikanischer American-Football-Spieler
- Maye, Marilyn (* 1928), amerikanische Jazz- und Kabarettsängerin sowie Musiktheaterschauspielerin
- Maye, Paul (1913–1987), französischer Radrennfahrer
- Maye, Sean (* 1969), US-amerikanischer Sprinter

### Mayed
- Mayeda, Akio (* 1935), japanischer Musikwissenschaftler

### Mayel
- Mayélé, Jason (1976–2002), kongolesischer Fußballspieler
- Mayele, Sadoke Kokunda, kongolesischer Milizionär, Stabschef

### Mayem
- Mayembo, Fernand (* 1996), kongolesisch-französischer Fußballspieler

### Mayen
- Mayen, Barbara (* 1956), deutsche Juristin, Richterin am Bundesgerichtshof
- Mayen, Eric (* 1953), polnischer Maler und Fotograf, spezialisiert auf Panoramafotografie
- Mayen, Gerd (1929–2009), deutscher Schauspieler und Hörspiel-Sprecher
- Mayen, Herta (1922–2015), österreichische Schauspielerin
- Mayen, Maria (1892–1978), österreichische KammerschauspielerinMaria Mayen (1892–1978)

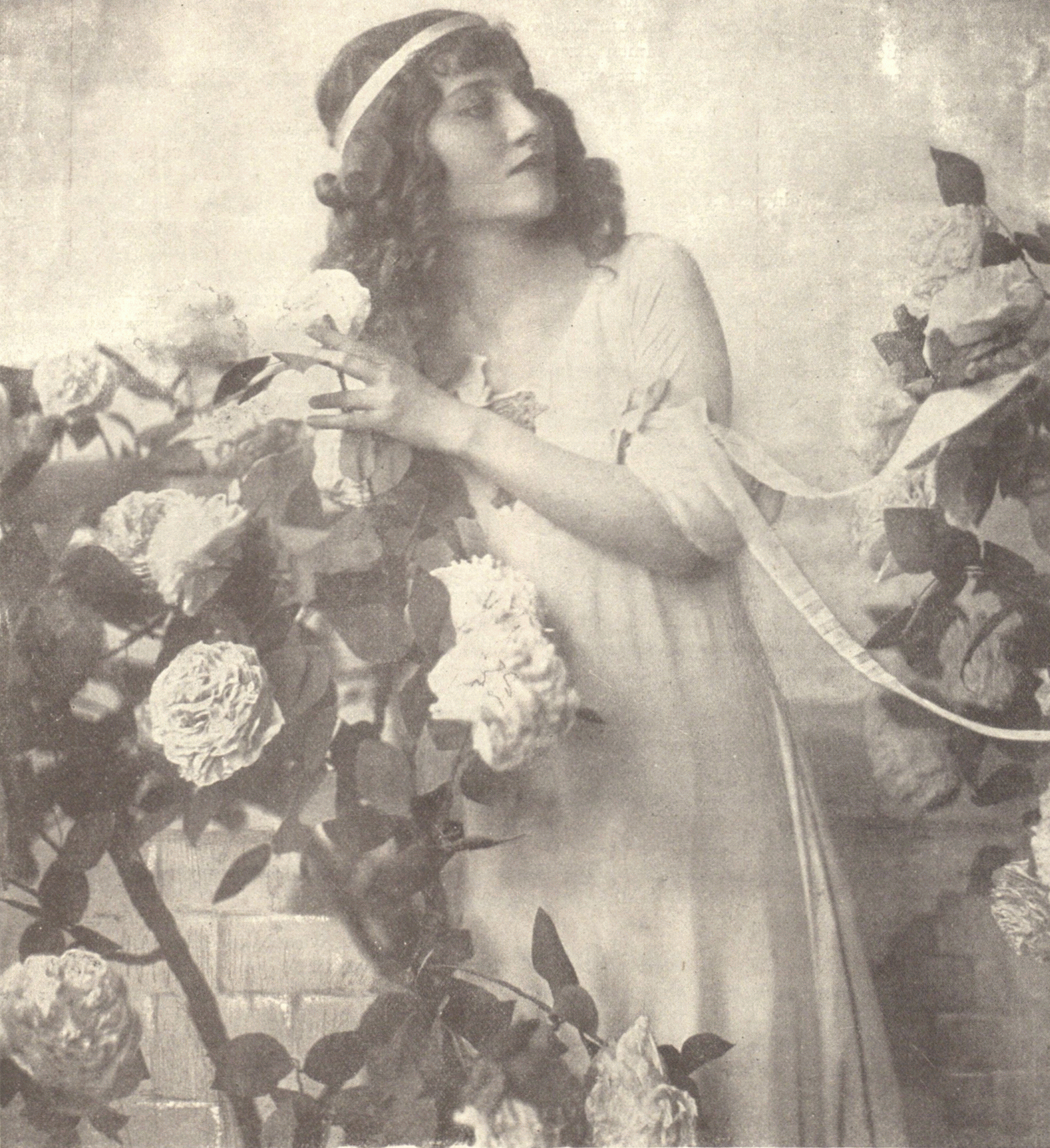
Maria Mayen (1892–1978)

- Mayenberger, Charlotte (* 1956), deutsche Historikerin
- Mayenburg, David von (* 1968), deutscher Rechtswissenschaftler
- Mayenburg, Georg Heinsius von (1870–1930), deutscher Architekt
- Mayenburg, Marius von (* 1972), deutscher Dramaturg, Autor und Theaterregisseur
- Mayenburg, Ottomar von (1865–1932), deutscher Apotheker und Unternehmer
- Mayenburg, Ruth von (1907–1993), österreichische Sachbuchautorin und Übersetzerin
- Mayenda, Eliezer (* 2005), spanischer Fußballspieler
- Mayenfisch, Hans (1882–1957), Schweizer Bankier, Kunstsammler und Mäzen
- Mayenfisch, Karl von (1803–1877), Schweizer, preußischer Kammerherr und Kunstsammler
- Mayenne, Charles II. de Lorraine, duc de (1554–1611), Herzog von Mayenne sowie Graf von Maine
- Mayenne, Henri de (1578–1621), französischer Adeliger und Militär
- Mayenschein, Jakob (* 1997), deutscher Eishockeyspieler

### Mayer

#### Mayer H
- Mayer Harrison, Helen (1927–2018), US-amerikanische Künstlerin

#### Mayer K
- Mayer König, Wolfgang (* 1946), österreichischer Autor

#### Mayer V
- Mayer van den Bergh, Henriëtte (1838–1920), belgische Kunstsammlerin, Mäzenatin und Museumsgründerin
- Mayer von Fahnenberg, Franz Ferdinand (1679–1741), Stadtschreiber
- Mayer von Heldenfeld, Anton (1765–1842), k. k. Feldzeugmeister und Ritter des Maria-Theresia-Ordens, Kommandant der Festung Mantua sowie Inhaber des Infanterie-Regiment Nr. 45
- Mayer von Heldenfeld, Johann (1768–1839), k.k. Generalmajor, Kommandant von Arad
- Mayer von Mayerfels, Carl (1825–1883), deutscher Heraldiker, Altertumsforscher und Kunsthistoriker
- Mayer von Mayern, Daniel Joseph (1656–1733), Erzbischof von Prag

#### Mayer, A – Mayer, Z

##### Mayer, A
- Mayer, Adalbert (1934–2023), deutscher Geistlicher und Kirchenrechtler
- Mayer, Adolf (1843–1942), deutscher Agrikulturchemiker
- Mayer, Adolf (1918–1996), österreichischer Widerstandskämpfer
- Mayer, Adolf Theodor (1871–1952), deutscher Apotheker und Botaniker
- Mayer, Adolph (1839–1908), deutscher Mathematiker und Hochschullehrer
- Mayer, Aegidius (1857–1935), österreichischer Geistlicher und Politiker (CSP), Landtagsabgeordneter zum Vorarlberger Landtag
- Mayer, Albert (1892–1914), deutscher Unterleutnant, erster deutscher Kriegstoter an der Westfront des Ersten Weltkriegs
- Mayer, Albert (1897–1981), amerikanischer Stadtplaner und Architekt
- Mayer, Albrecht (1875–1952), Schweizer Maler, Lithograf und Lehrer
- Mayer, Albrecht (1912–1995), deutscher Jurist
- Mayer, Albrecht (* 1965), deutscher OboistAlbrecht Mayer (* 1965)

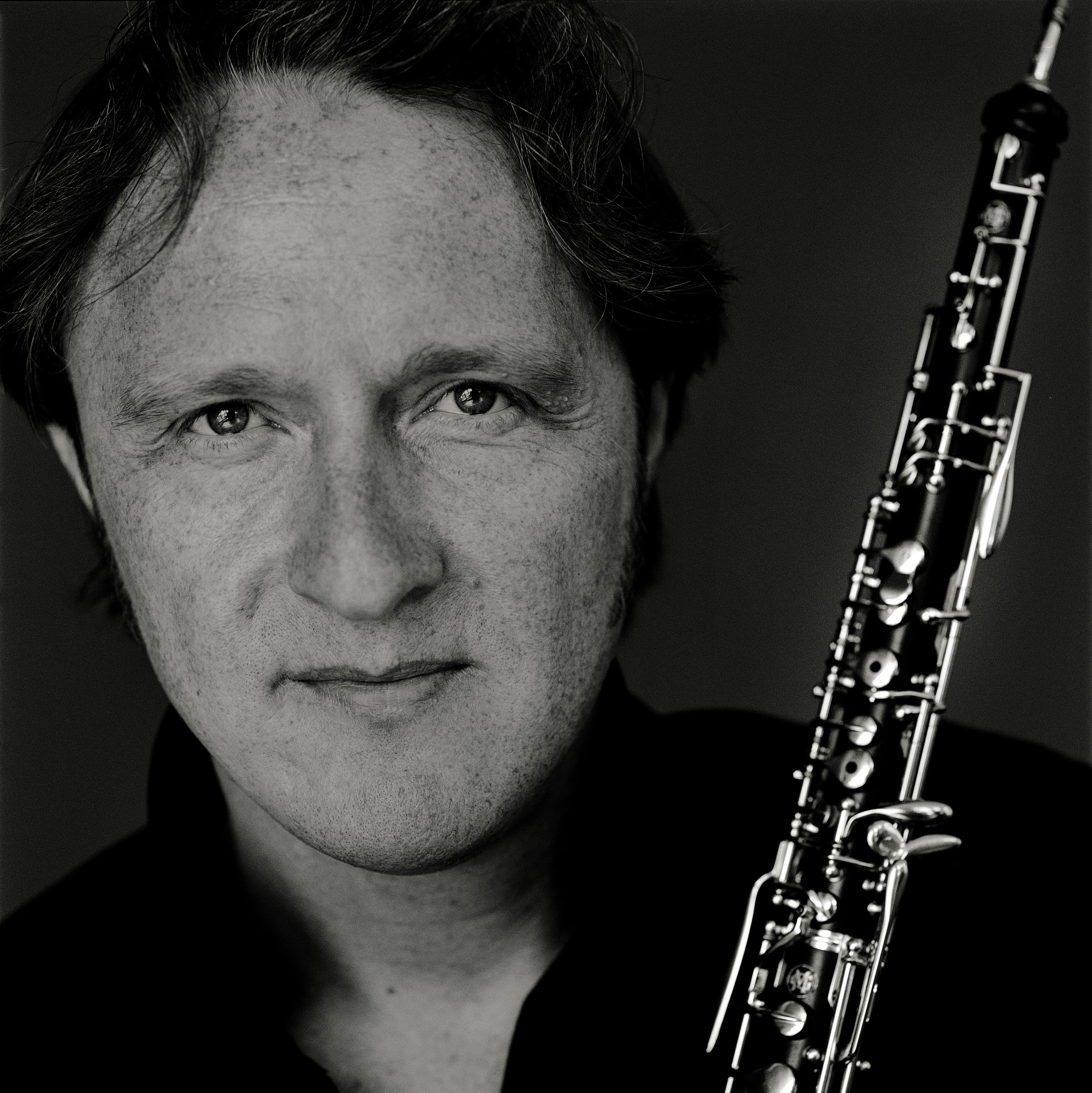
Albrecht Mayer (* 1965)

- Mayer, Alexander (* 1960), deutscher Historiker, Publizist, Fotograf und Musiker
- Mayer, Alexander (* 1967), deutscher Schwimmer
- Mayer, Alexander (* 1973), deutscher Dirigent
- Mayer, Alexander (* 1987), deutscher Koch
- Mayer, Alexandre (* 1998), mauritischer Radrennfahrer
- Mayer, Alfons (1938–2021), kanadischer Sportschütze
- Mayer, Alfred (1936–2022), österreichischer Politiker (ÖVP), Landtagsabgeordneter
- Mayer, Alfred Karl (1860–1932), deutscher Kunst- und Theaterkritiker
- Mayer, Alfred M. (1836–1897), US-amerikanischer Physiker
- Mayer, Alois (1855–1936), deutscher Bildhauer
- Mayer, Alois (1949–2023), österreichischer Politiker (SPÖ), Landtagsabgeordneter und Gemeinderat
- Mayer, Andrea (* 1962), österreichische Beamtin, Kabinettsdirektorin des Bundespräsidenten, Staatssekretärin
- Mayer, Andreas (1716–1782), deutscher Mathematiker, Architekt, Astronom und Kartograph
- Mayer, Andreas (* 1966), deutscher Koch und Kochbuchautor
- Mayer, Andreas (* 1970), österreichischer Wissenschaftshistoriker
- Mayer, Andreas (* 1972), deutscher Fußballspieler
- Mayer, Andreas (* 1980), deutscher Fußballspieler
- Mayer, Andreas (* 1995), deutscher Politiker (AfD)
- Mayer, Angelo (* 1996), deutscher Fußballspieler
- Mayer, Anja (* 1979), deutsche Politikerin (Die Linke)
- Mayer, Anna (1882–1937), deutsche Juristin und Politikerin
- Mayer, Anna-Elisabeth (* 1977), österreichische Schriftstellerin
- Mayer, Annemarie C. (* 1967), katholische Theologin und Hochschullehrerin, Konsultorin beim Ökumenischen Rat der Kirchen (World Council of Churches)
- Mayer, Annette (* 1962), deutsche Schauspielerin und Chansonsängerin
- Mayer, Ansgar (* 1972), deutscher Journalist
- Mayer, Anton (1879–1944), deutscher Kunsthistoriker und Schriftsteller
- Mayer, Anton (* 1888), deutscher Landwirt und Musikverbandsfunktionär
- Mayer, Anton (1903–1942), österreichischer Mathematiker
- Mayer, Anton (1925–2010), deutscher Landwirt, Gastronom, Heimatkundler, Schriftsteller und Umweltaktivist
- Mayer, Anton (1943–2011), österreichischer Journalist, Buchautor und Wissenschaftspublizist
- Mayer, Antônio de Castro (1904–1991), brasilianischer Bischof
- Mayer, Armand (1894–1986), französischer Ingenieur
- Mayer, Arnd, deutscher Filmproducer und Drehbuchautor
- Mayer, Arno J. (1926–2023), US-amerikanischer Historiker
- Mayer, Arthur (1911–1998), deutscher Psychologe
- Mayer, August (1792–1812), deutscher Dichter
- Mayer, August (* 1832), württembergischer Oberamtmann
- Mayer, August (1876–1968), deutscher Gynäkologe
- Mayer, August (1898–1969), Generalmajor der Deutschen Volkspolizei
- Mayer, August Franz Josef Karl (1787–1865), deutscher Mediziner und Anatom
- Mayer, August Liebmann (1885–1944), deutscher Kunsthistoriker

##### Mayer, B
- Mayer, Barbara (* 1926), deutsche Artistin
- Mayer, Bärbel (* 1935), deutsche Leichtathletin und Olympiateilnehmerin
- Mayer, Beate (* 1962), deutsche Fußballspielerin
- Mayer, Benedikt (* 1953), deutscher Politiker (Bündnis 90/Die Grünen)
- Mayer, Bernd (1942–2011), deutscher Lokaljournalist, Heimatforscher und Kommunalpolitiker
- Mayer, Bernd (* 1959), österreichischer Pharmakologe und ToxikologeBernd Mayer (* 1959)

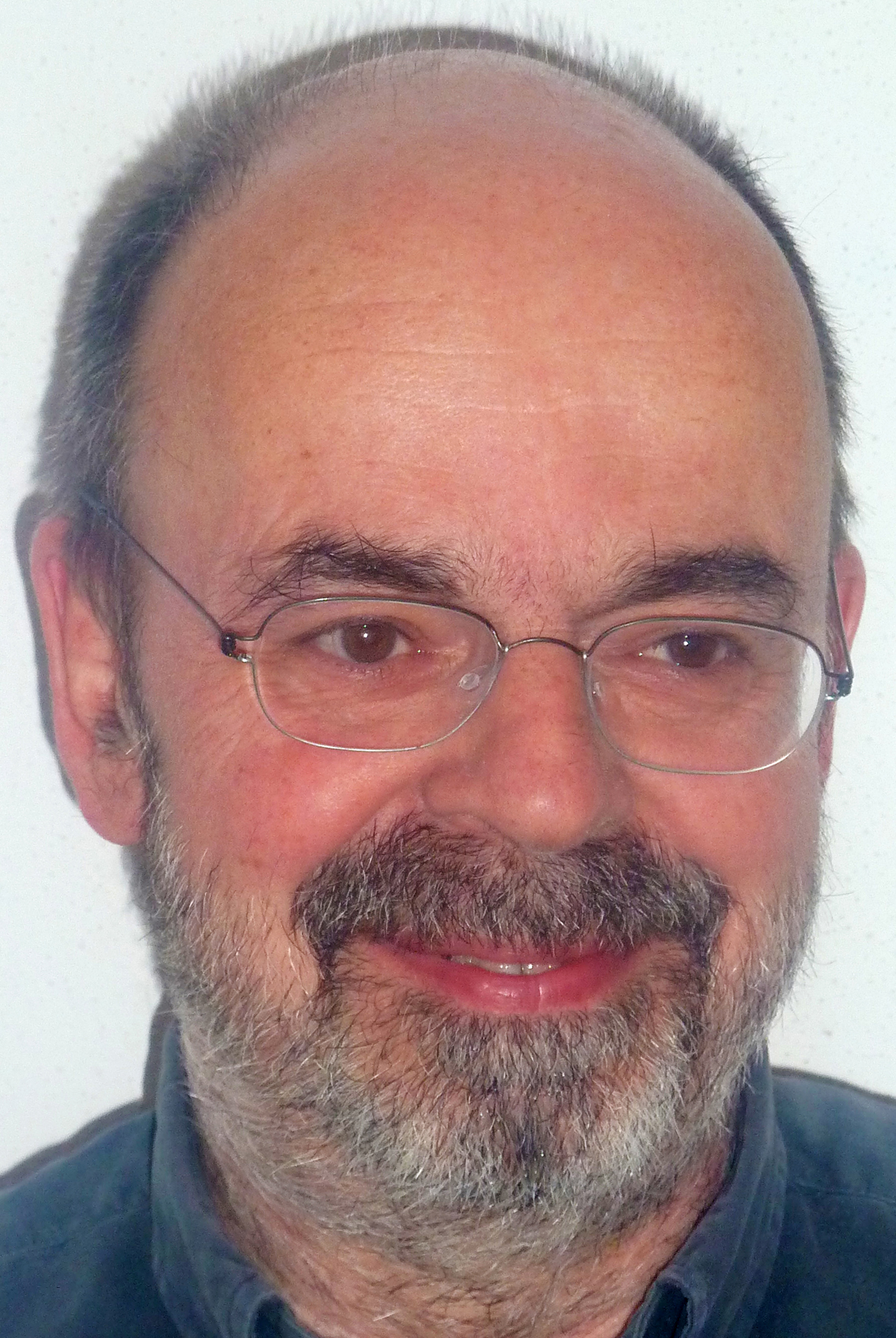
Bernd Mayer (* 1959)

- Mayer, Bernhard (1866–1946), deutscher Pelzhändler, Anarchist, Mäzen und Kunstsammler
- Mayer, Bernhard (1939–2011), deutscher römisch-katholischer Theologe und Hochschullehrer
- Mayer, Berni (* 1974), deutscher Autor, Blogger, Übersetzer und Musiker
- Mayer, Bertl (* 1958), österreichischer Jazzmusiker (Mundharmonika)
- Mayer, Bertram J. (1943–2013), österreichischer Architekt
- Mayer, Bianca (* 1979), Schweizer Moderatorin und Liedermacherin
- Mayer, Birgit, deutsche Fußballspielerin
- Mayer, Brigitte Maria (* 1965), deutsche Fotografin
- Mayer, Bronwyn (* 1974), australische Wasserballspielerin
- Mayer, Bruni (* 1947), bayerische Landrätin

##### Mayer, C
- Mayer, Camilio (1890–1972), deutscher Hochseilartist
- Mayer, Carl (1798–1868), deutscher Kupfer- und Stahlstecher, Maler, Grafiker und Verleger
- Mayer, Carl (1862–1936), österreichischer Neurologe und Psychiater
- Mayer, Carl (1884–1963), deutscher Politiker (SPD), MdL
- Mayer, Carl (1894–1944), österreichischer DrehbuchautorCarl Mayer (1894–1944)

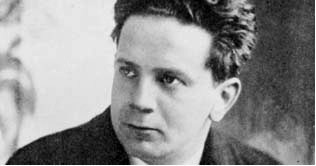
Carl Mayer (1894–1944)

- Mayer, Carl (1902–1974), US-amerikanischer Religionssoziologe deutscher Herkunft
- Mayer, Carl Frowin (1827–1919), Bürgermeister, Kreissekretär und Heimatforscher
- Mayer, Carl Wilhelm Traugott von (1796–1864), sächsischer Jurist, Rittergutsbesitzer und Politiker
- Mayer, Carmen (* 1950), deutsche Schriftstellerin
- Mayer, Cedric (* 2005), deutscher Handballspieler
- Mayer, Charles (1790–1862), deutscher Komponist und Pianist
- Mayer, Charles (1882–1972), US-amerikanischer Boxer
- Mayer, Charles (1936–2025), kanadischer Politiker, Unterhausmitglied, Bundesminister
- Mayer, Charles-Joseph (1751–1825), französischer Autor und Literat
- Mayer, Christa, deutsche Opernsängerin (Alt/Mezzosopran)
- Mayer, Christian (1700–1771), deutscher Maler
- Mayer, Christian (1719–1783), Experimentalphysiker, Astronom, Geodät, Kartograph, Meteorologe und Jesuit
- Mayer, Christian (* 1972), österreichischer Skirennläufer
- Mayer, Christian Friedrich von (1774–1846), preußischer Generalmajor
- Mayer, Christian Kosmas (* 1976), deutscher Künstler
- Mayer, Christian Ludwig (* 1974), deutscher Jazzmusiker, Pianist und Komponist
- Mayer, Christine (* 1949), deutsche Erziehungswissenschaftlerin
- Mayer, Christoph, deutscher Violinist und Dirigent
- Mayer, Christoph (1864–1931), deutscher Architekt
- Mayer, Christoph Oliver (* 1974), deutscher Romanist und Kulturwissenschaftler
- Mayer, Christopher (1954–2011), US-amerikanischer Schauspieler
- Mayer, Christopher (* 1961), australischer Schauspieler
- Mayer, Clara (* 2001), deutsche KlimaschutzaktivistinClara Mayer (* 2001)

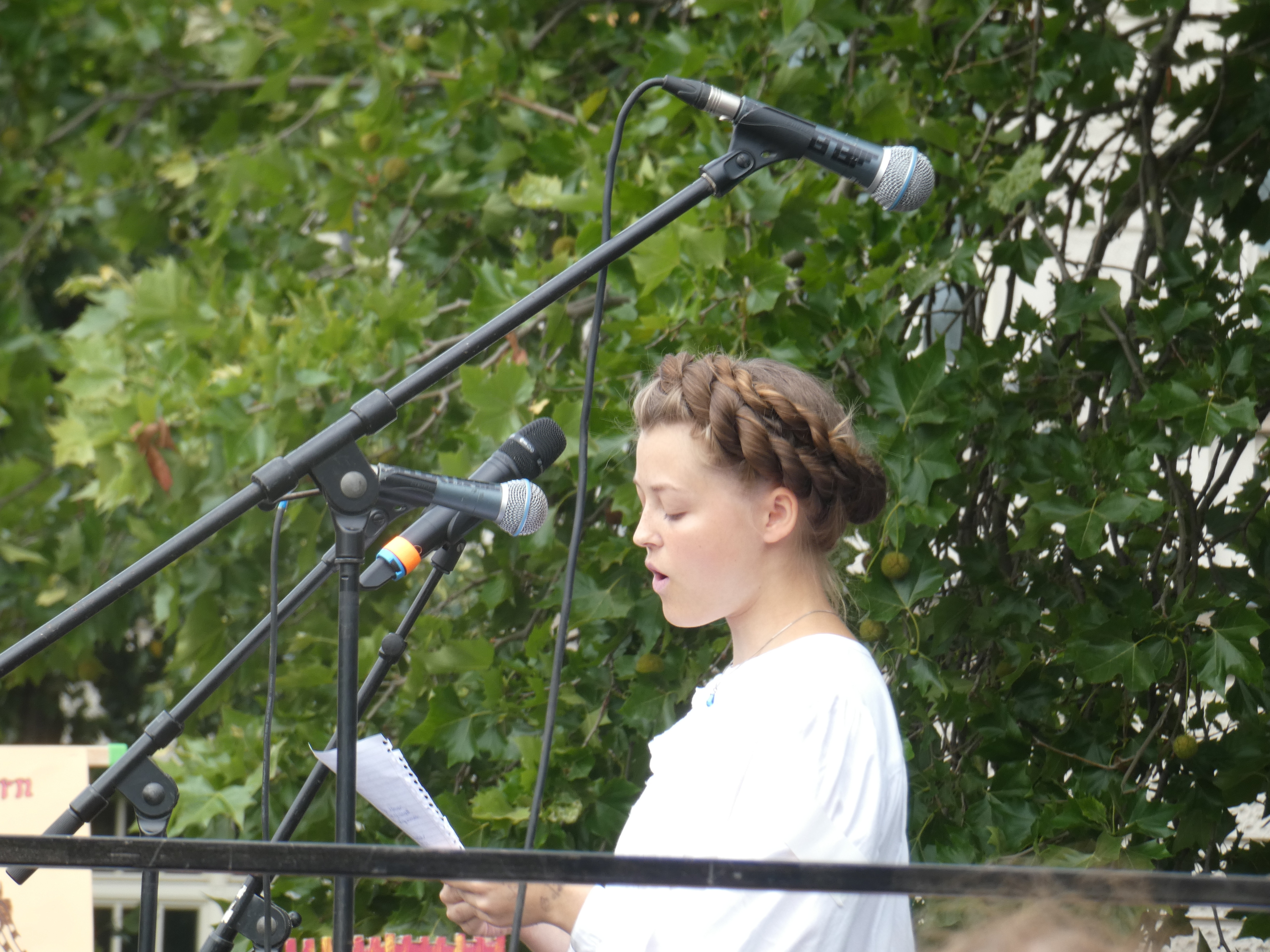
Clara Mayer (* 2001)

- Mayer, Claude Albert (1918–1998), britischer Romanist deutscher Herkunft
- Mayer, Claudia (* 1984), deutsche Rechtswissenschaftlerin
- Mayer, Claudia (* 1984), österreichische Badmintonspielerin
- Mayer, Clemens (* 1985), deutscher Gedächtnissportler
- Mayer, Collin, mauritischer Straßenradrennfahrer
- Mayer, Conrad Wilhelm (1931–2012), deutscher Musikpädagoge, Chorleiter und Komponist
- Mayer, Constance (1775–1821), französische Malerin
- Mayer, Cornelius Petrus (1929–2021), deutscher römisch-katholischer Theologe, Professor für Systematische Theologie

##### Mayer, D
- Mayer, Daisy von Scherler (* 1966), US-amerikanische Filmregisseurin und Drehbuchautorin
- Mayer, Daniel (1909–1996), französischer Journalist, Politiker (SFIO, PS), Mitglied der Nationalversammlung und Résistancemitglied
- Mayer, Deborah (* 1977), französische Autorennfahrerin
- Mayer, Delia (* 1967), Schweizer Schauspielerin und Sängerin
- Mayer, Derek (* 1967), kanadischer Eishockeyspieler und -trainer
- Mayer, Dieter (1934–2022), deutscher Germanist und Schulleiter
- Mayer, Dieter (* 1950), deutscher Orchesterleiter und Arrangeur
- Mayer, Dietrich (* 1940), deutscher Jurist, Richter am Bundesverwaltungsgericht a. D.
- Mayer, Domenika (* 1990), deutsche LangstreckenläuferinDomenika Mayer (* 1990)

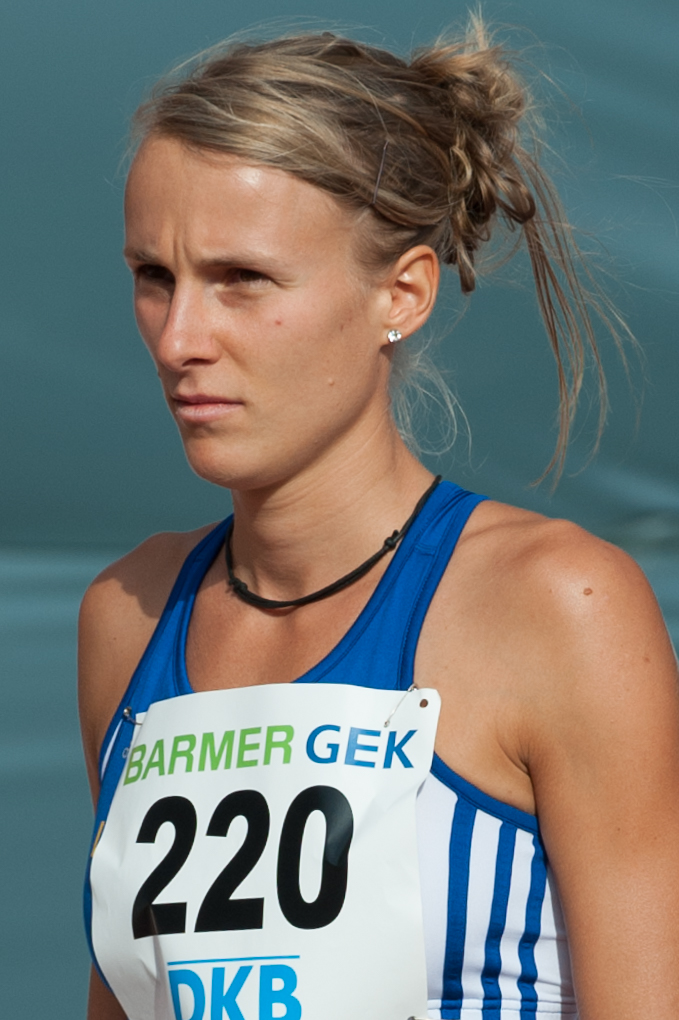
Domenika Mayer (* 1990)

- Mayer, Dominik (1809–1875), Titularbischof von Cisamus, Professor für Pastoraltheologie, Rektor der Universität Wien
- Mayer, Dominikus (1752–1823), Augustiner-Chorherr, Abt des Augustinerchorherrenstifts Beuron
- Mayer, Doris (1958–2018), österreichische Schauspielerin und Schriftstellerin

##### Mayer, E
- Mayer, Eckehard (* 1946), deutscher Komponist
- Mayer, Edgar (* 1953), österreichischer Politiker (ÖVP), Mitglied des Bundesrates
- Mayer, Eduard (1812–1881), deutscher Bildhauer
- Mayer, Eduard von (1873–1960), deutsch-ukrainischer Theaterkritiker und Kunsthistoriker
- Mayer, Edwin Justus (1896–1960), US-amerikanischer Drehbuchautor
- Mayer, Egon (1917–1944), deutscher Oberstleutnant und Jagdflieger im Zweiten WeltkriegEgon Mayer (1917–1944)

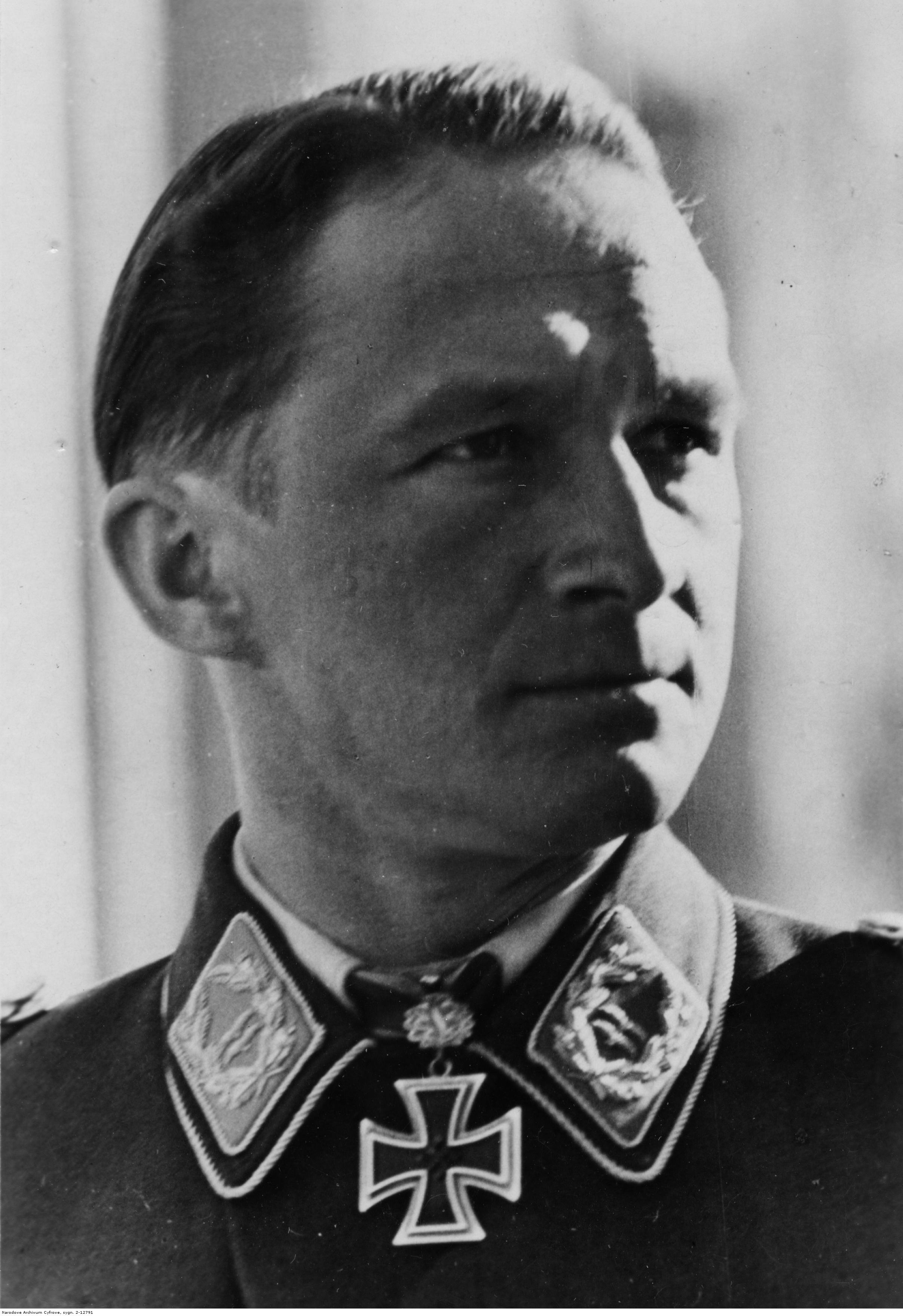
Egon Mayer (1917–1944)

- Mayer, Egon (1944–2004), US-amerikanischer Soziologe
- Mayer, Elias († 1803), Oberhof- und Milizfaktor in Mannheim
- Mayer, Elisabeth (* 1988), österreichische Biathletin
- Mayer, Elmar (1923–2019), deutscher Wirtschaftswissenschaftler
- Mayer, Elmar (* 1953), österreichischer Lehrer und Politiker (SPÖ), Landtagsabgeordneter, Abgeordneter zum Nationalrat
- Mayer, Else (1891–1963), deutsche Nonne und Mitglied der Frauenbewegung in der ersten Periode des Feminismus
- Mayer, Emanuel (* 1973), deutscher Klassischer Archäologe
- Mayer, Emil (1845–1910), deutscher Architekt und kommunaler Baubeamter, Stadtbaurat in Stuttgart
- Mayer, Emil (1848–1910), deutscher Unternehmer und Politiker
- Mayer, Emil (1871–1938), österreichischer Jurist und Fotograf
- Mayer, Emilie (1812–1883), deutsche KomponistinEmilie Mayer (1812–1883)

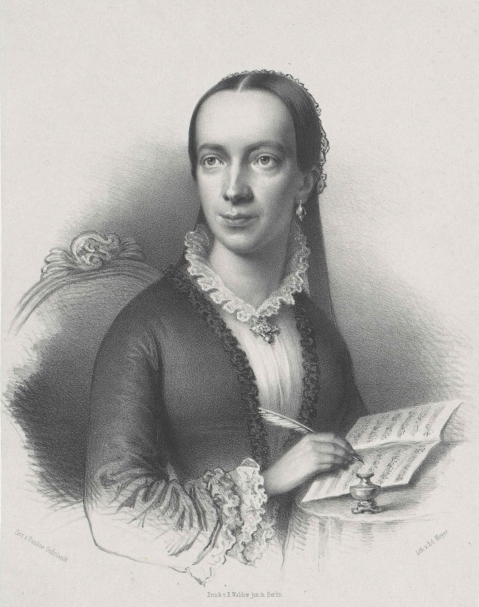
Emilie Mayer (1812–1883)

- Mayer, Eric (* 1980), deutscher Fernsehjournalist und Moderator
- Mayer, Erich (* 1908), deutscher Jurist
- Mayer, Erich August (1894–1945), österreichischer Schriftsteller
- Mayer, Erich Carl (1878–1942), deutscher Zigarrenfabrikant
- Mayer, Ernst (1796–1844), deutscher Bildhauer
- Mayer, Ernst (1815–1891), tschechischer Politiker und Arzt
- Mayer, Ernst (1862–1932), deutscher Rechtshistoriker
- Mayer, Ernst (1872–1943), deutscher Jurist und Oberlandesgerichtsrat
- Mayer, Ernst (1901–1952), deutscher Politiker (FDP/DVP), MdB
- Mayer, Eugen Carl (1909–1990), deutscher Kommunalpolitiker (parteilos)
- Mayer, Eugenio (1939–2015), italienischer Skilangläufer
- Mayer, Eva (* 1958), deutsche Fußballspielerin
- Mayer, Eva (* 1982), österreichische Schauspielerin, Sprecherin und Sängerin
- Mayer, Evelies (* 1938), deutsche Soziologin und Wissenschaftspolitikerin (SPD)

##### Mayer, F
- Mayer, Fabian (* 1981), deutscher Politiker (CDU)
- Mayer, Fanny (1851–1934), deutsche Hotelière auf dem Feldberg
- Mayer, Felix (* 1961), deutscher Sprachwissenschaftler
- Mayer, Felix (* 1986), deutscher Synchronsprecher
- Mayer, Ferdinand († 1832), österreichischer Beamter, bedeutende Persönlichkeit der (ober-)österreichischen Architektur- und Eisenbahngeschichte
- Mayer, Ferdinand (1916–1991), österreichischer Landwirt und Politiker (ÖVP), Abgeordneter zum Nationalrat
- Mayer, Ferdinand Engelbert Gregor (1754–1820), österreichischer Benediktiner, Theologe, Hochschullehrer
- Mayer, Florian (* 1983), deutscher TennisspielerFlorian Mayer (* 1983)

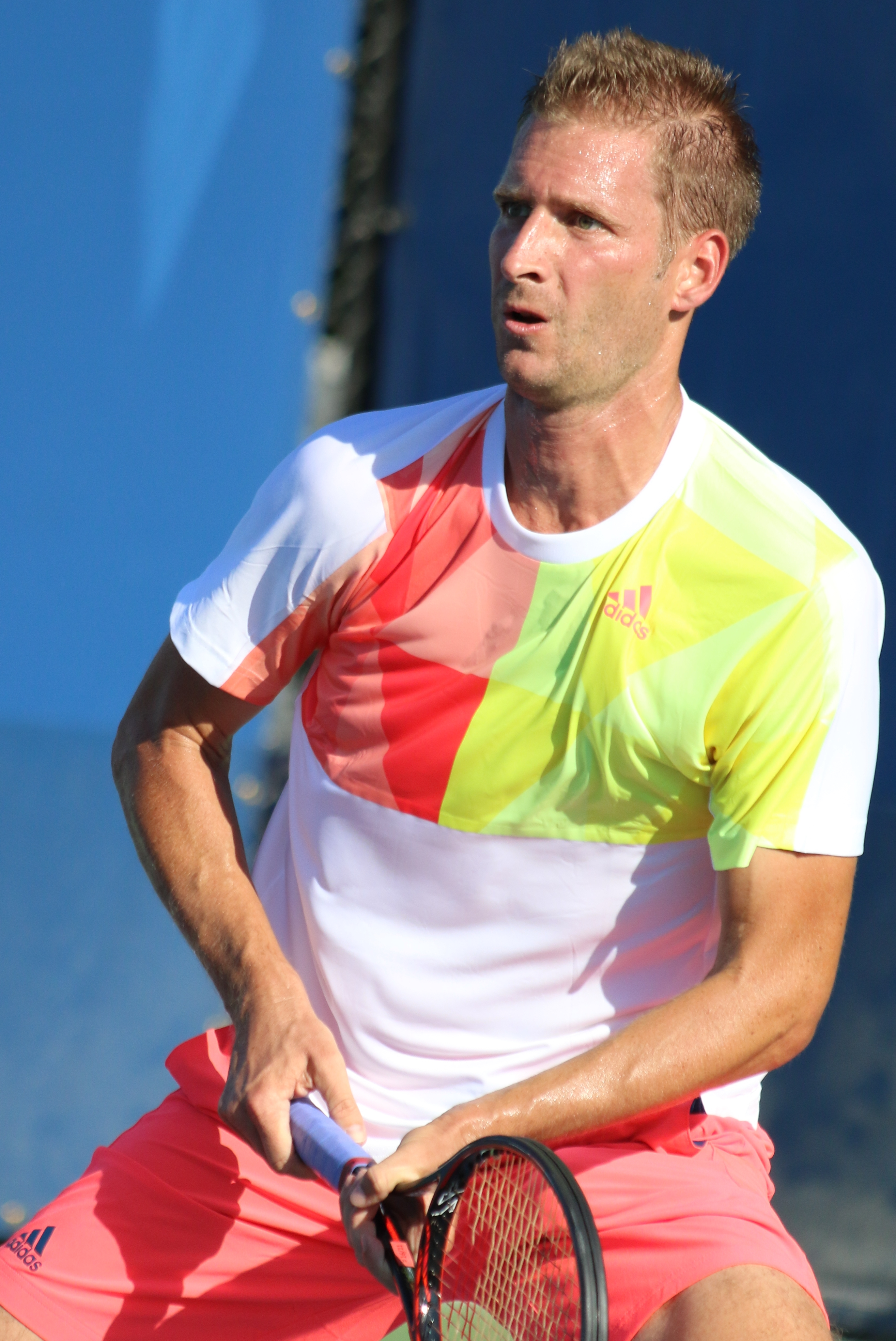
Florian Mayer (* 1983)

- Mayer, Florian (* 1998), deutscher Fußballspieler
- Mayer, Franz (1862–1948), deutscher Verwaltungsbeamter
- Mayer, Franz (1882–1975), mexikanischer Geschäftsmann und Kunstsammler
- Mayer, Franz (1913–1977), österreichischer Politiker (SPÖ), Landtagsabgeordneter, Mitglied des Bundesrates
- Mayer, Franz (1920–1977), deutscher Rechtswissenschaftler
- Mayer, Franz (* 1968), deutscher JuristFranz Mayer (* 1968)

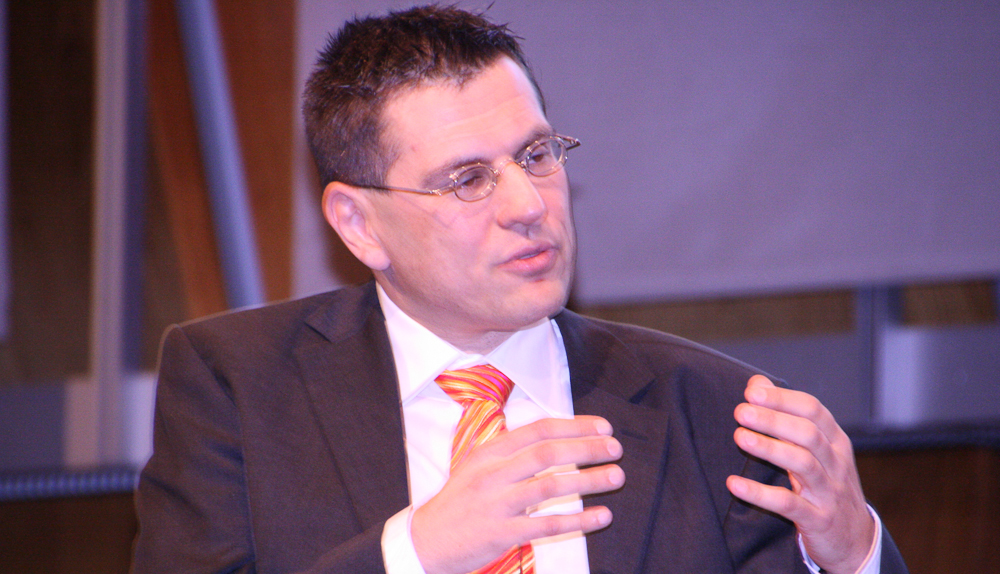
Franz Mayer (* 1968)

- Mayer, Franz Anton (1773–1854), deutscher Pfarrer, Heimatforscher und Archäologe
- Mayer, Fred (1921–2016), deutschamerikanischer Spion
- Mayer, Fred (1933–2021), schweizerisch-deutscher Fotograf
- Mayer, Frederic (1931–2013), deutscher Opernsänger US-amerikanischer Herkunft (Tenor)
- Mayer, Frederick (1921–2006), deutscher Pädagoge, Hochschullehrer und Autor
- Mayer, Friedrich (1881–1946), deutscher Volksschullehrer und Autor pietistischer Schriften
- Mayer, Friedrich (1887–1937), österreichischer Soldat und Funktionär (Vaterländische Front)
- Mayer, Friedrich (1919–2003), deutscher Politiker (CDU der DDR), MdV
- Mayer, Friedrich Carl (1824–1903), deutscher Maler
- Mayer, Friedrich Christoph (1762–1841), Amtmann, Hofrat, Konsulent, Abgeordneter
- Mayer, Friedrich Eduard (1809–1875), deutscher Metallwarengroßhändler und Politiker (DP), Landtagsmitglied, MdR
- Mayer, Friedrich Franz (1816–1870), deutscher Jurist und Verwaltungsbeamter
- Mayer, Friedrich Gottlieb (1793–1858), österreichischer römisch-katholischer Ordenspriester, Propst von St. Florian
- Mayer, Friedrich Ludwig August (1790–1829), deutscher Komponist
- Mayer, Friedrich Wilhelm (1813–1897), württembergischer Oberamtmann
- Mayer, Fritz (1889–1964), deutscher Architekt und Fachschullehrer
- Mayer, Fritz (1933–1988), österreichischer Politiker (SPÖ), Landtagsabgeordneter in Vorarlberg und Bürgermeister von Bregenz

##### Mayer, G
- Mayer, Gabriel (1878–1954), deutscher Politiker (BVP, CSU), MdL Bayern und Bürgermeister
- Mayer, Gaston Louis (1913–2008), Geologe, Paläontologe und Autor
- Mayer, Geert (* 1949), deutscher Neurologe
- Mayer, Gene (* 1956), US-amerikanischer TennisspielerGene Mayer (* 1956)

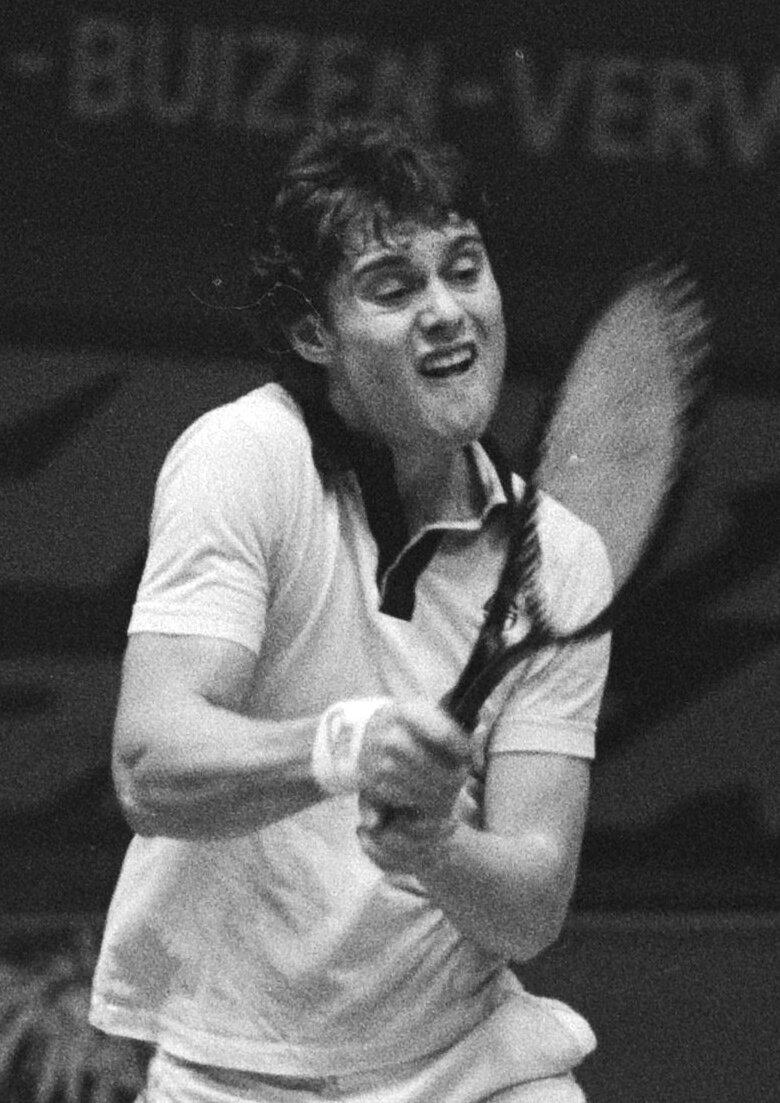
Gene Mayer (* 1956)

- Mayer, Genoveva (* 1982), deutsche Schauspielerin und Synchronsprecherin
- Mayer, Georg (1768–1840), Bischof von Gurk (1827–1840)
- Mayer, Georg (1852–1931), österreichischer Politiker (CSP), Abgeordneter zum Nationalrat
- Mayer, Georg (1870–1936), deutscher Militärarzt und Hygieniker
- Mayer, Georg (1892–1973), deutscher Wirtschaftswissenschaftler, Hochschullehrer und Politiker (SED), MdV
- Mayer, Georg (* 1973), österreichischer Politiker (FPÖ), Landtagsabgeordneter, MdEP
- Mayer, Georg Karl (1814–1868), deutscher römisch-katholischer Theologe, Geistlicher und Hochschullehrer
- Mayer, Gerda (1927–2021), tschechoslowakisch-britische Holocaustüberlebende und Lyrikerin
- Mayer, Gerhard (* 1951), österreichischer Grafiker und Fotograf
- Mayer, Gerhard (* 1967), österreichischer Diplomat
- Mayer, Gerhard (* 1980), österreichischer Leichtathlet
- Mayer, Gerhart (1926–2018), deutscher Germanist
- Mayer, Gerry (* 1960), österreichischer Bildhauer
- Mayer, Gert (* 1959), österreichischer Nephrologe
- Mayer, Gina (* 1965), deutsche Schriftstellerin
- Mayer, Gisela (1931–2020), deutsche Kommunalpolitikerin, Gründerin der ersten Frauenliste in Deutschland
- Mayer, Gottfried (1865–1938), deutscher Malzfabrikant und Politiker (Zentrum), MdR
- Mayer, Gottfried David (1659–1719), schlesischer Mediziner, Stadtphysicus von Breslau, Mitglied der Gelehrtenakademie Leopoldina
- Mayer, Gottschalk (1761–1835), Hoffaktor, Unternehmer und Gutsbesitzer in Mannheim
- Mayer, Gringo (* 1988), deutscher Musiker und SängerGringo Mayer (* 1988)

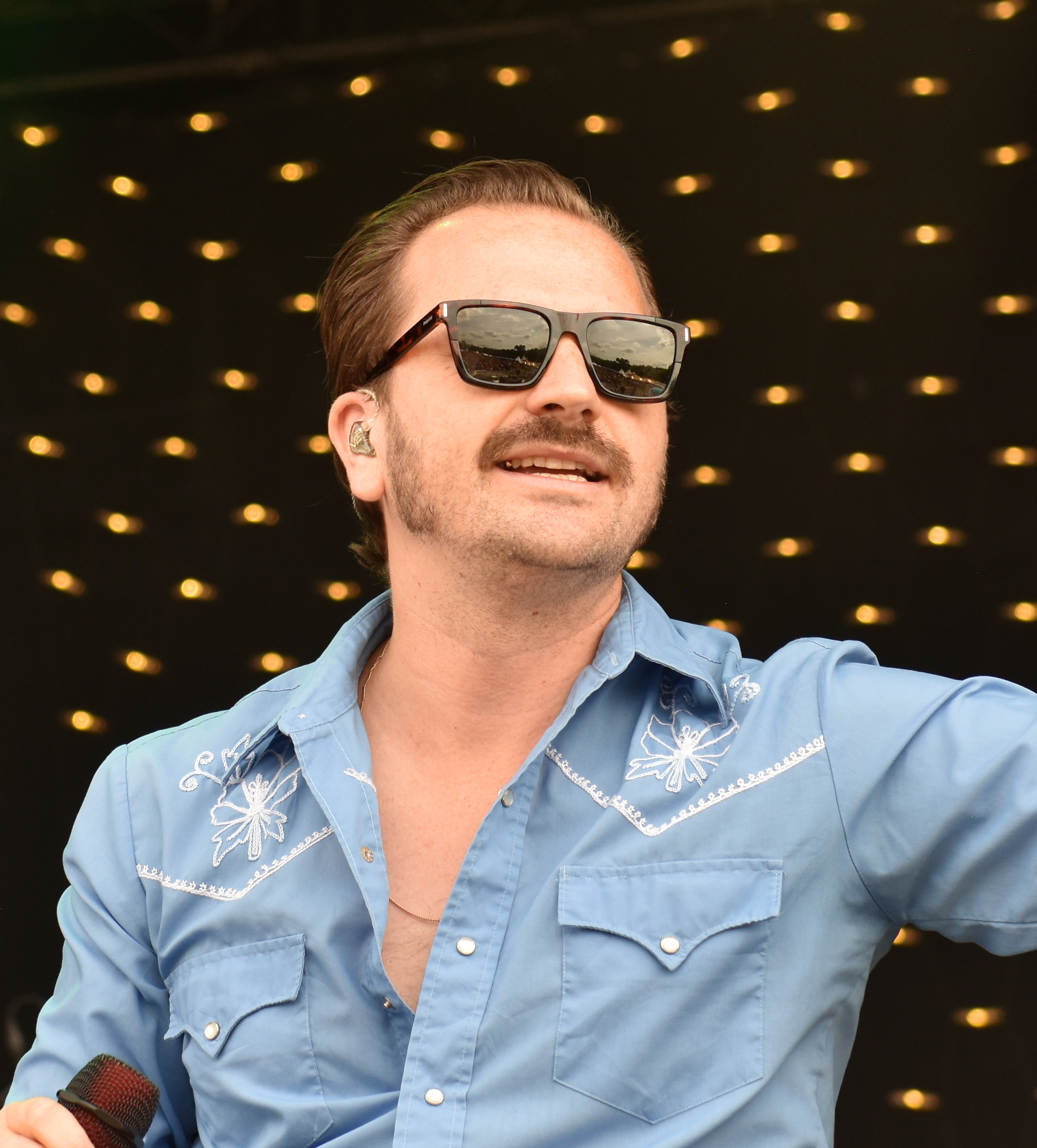
Gringo Mayer (* 1988)

- Mayer, Günter (1930–2010), deutscher Kulturwissenschaftler, Ästhetiker, Musiktheoretiker und Hochschullehrer
- Mayer, Günter (1936–2004), deutscher Theologe
- Mayer, Gustav (1810–1852), deutscher Apotheker und Revolutionär
- Mayer, Gustav (1871–1948), deutscher Journalist und Historiker
- Mayer, Gustav (1879–1967), deutscher Verwaltungsjurist
- Mayer, Gustl (1917–2015), österreichischer Skispringer und Skirennläufer
- Mayer, Gustl (* 1936), deutscher Jazzmusiker und Redakteur

##### Mayer, H
- Mayer, Hanna (* 1965), österreichische Pflegewissenschaftlerin
- Mayer, Hannes (1896–1992), deutscher Architekt und Baubeamter
- Mayer, Hannes (1922–2001), deutsch-österreichischer Forstwissenschaftler und Hochschullehrer
- Mayer, Hans (1879–1955), österreichischer Ökonom
- Mayer, Hans (1898–1966), österreichischer Politiker (SPÖ), Landesrat von Vorarlberg
- Mayer, Hans (1907–2001), deutscher Literaturwissenschaftler, Jurist, Sozialforscher, Kritiker, Schriftsteller und MusikwissenschaftlerHans Mayer (1907–2001)

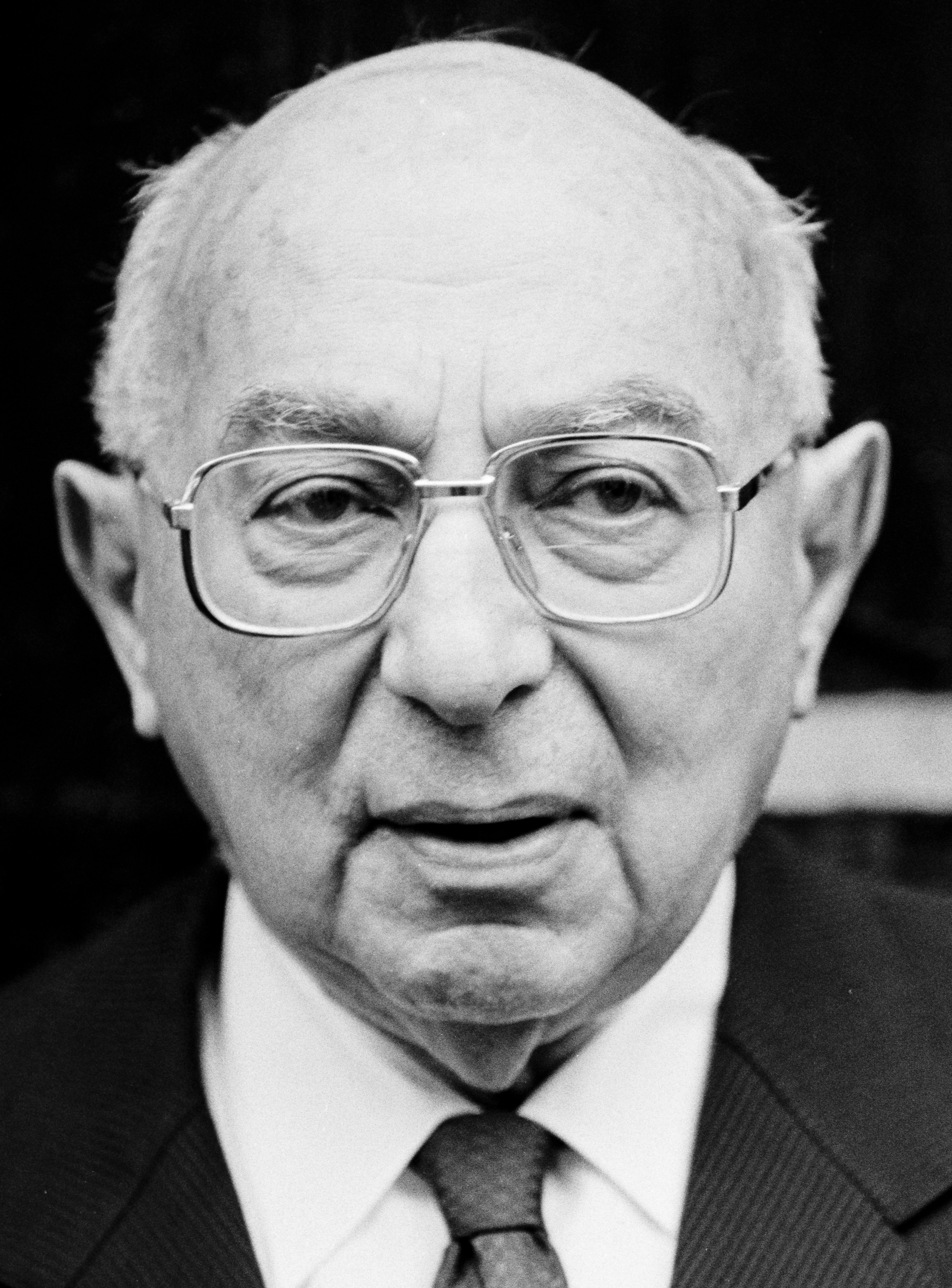
Hans Mayer (1907–2001)

- Mayer, Hans (1914–1974), deutscher Fußballspieler
- Mayer, Hans (1940–2022), deutscher Galerist
- Mayer, Hans (1945–2020), deutscher Fußballspieler
- Mayer, Hans Eberhard (1932–2023), deutscher Historiker und Diplomatiker
- Mayer, Hans Ferdinand (1895–1980), deutscher Physiker und Mathematiker
- Mayer, Hans Peter (* 1966), deutscher Schriftsteller, Autor und Touristik- und Regionalberater
- Mayer, Hans-Otto (1903–1983), deutscher Buchhändler
- Mayer, Hans-Peter (* 1944), deutscher Europapolitiker (CDU), MdEP
- Mayer, Hansjörg (* 1943), deutscher Drucker und Verleger
- Mayer, Heinrich (1850–1911), deutscher Unternehmer und württembergischer Industriepionier
- Mayer, Heinrich (1866–1942), deutscher Kaufmann
- Mayer, Heinrich (1881–1957), deutscher Theologe und Kunsthistoriker
- Mayer, Heinz (* 1946), österreichischer Verfassungs- und Verwaltungsjurist
- Mayer, Heinz-Michael (* 1954), deutscher Neurochirurg
- Mayer, Helene (1910–1953), deutsche Florettfechterin und OlympiasiegerinHelene Mayer (1910–1953)

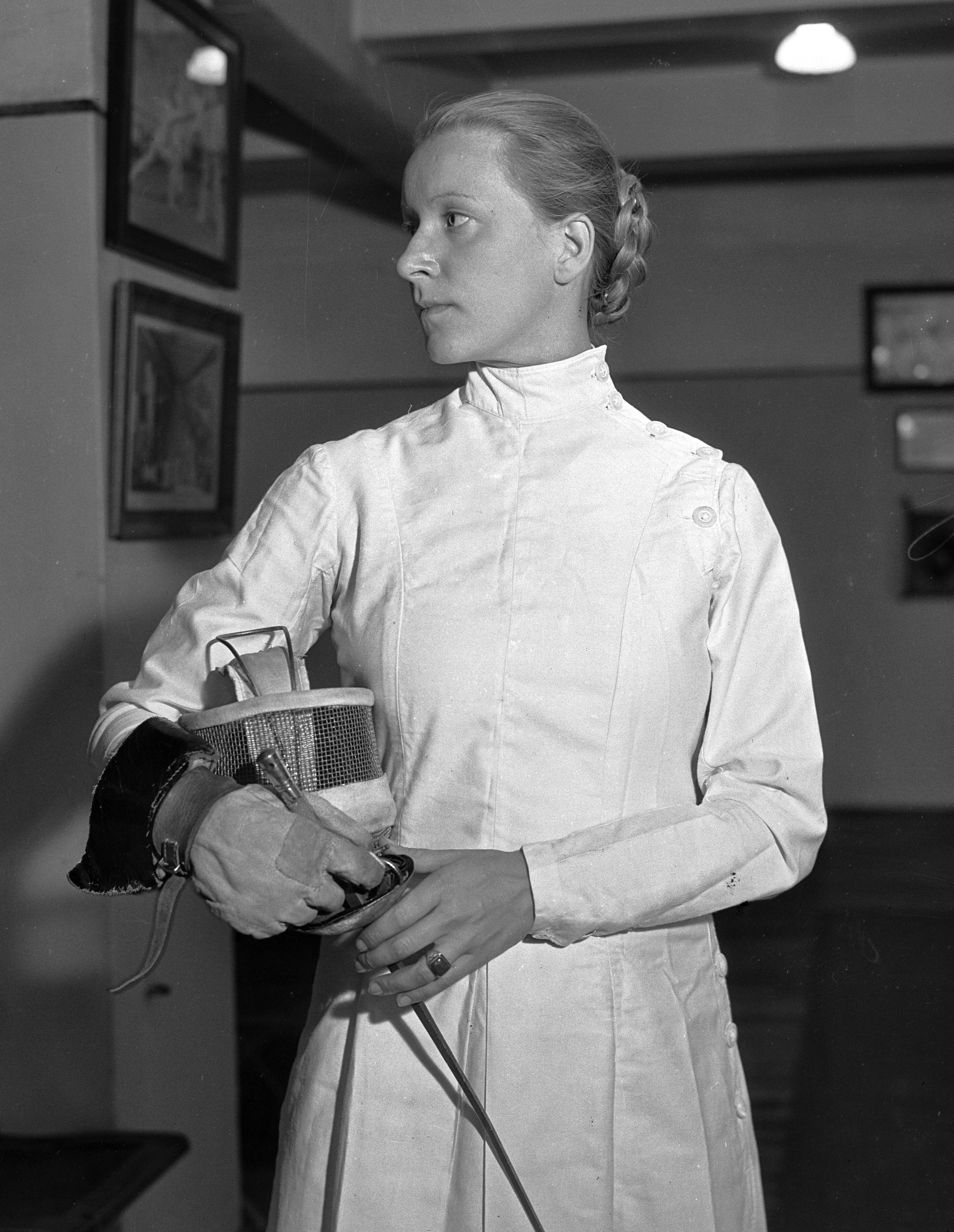
Helene Mayer (1910–1953)

- Mayer, Hellmuth (1895–1980), deutscher Rechtswissenschaftler und Kriminologe
- Mayer, Helmut (* 1966), österreichischer Skirennläufer
- Mayer, Henry (1878–1955), deutscher Radrennfahrer
- Mayer, Henry (1925–1998), deutscher Schlagerkomponist
- Mayer, Herbert (1922–2013), deutscher Verwaltungsjurist
- Mayer, Herbert, deutscher Tischtennisspieler
- Mayer, Herbert (* 1951), deutscher Jurist, Richter am Bundesgerichtshof
- Mayer, Herbert G. (1943–2022), deutscher Computerwissenschaftler und Informatiker
- Mayer, Hermann (1889–1959), österreichischer Politiker (CSP), Landtagsabgeordneter zum Vorarlberger Landtag
- Mayer, Hermann Alois (1871–1927), deutscher Geschäftsmann, Gesundheitsforscher, Erfinder, Philosoph und Schriftsteller im Umfeld der Lebensreform-Bewegung
- Mayer, Holger (* 1973), deutscher Kegelsportler
- Mayer, Horst Friedrich (1936–2003), österreichischer Historiker, Journalist und Fernsehmoderator
- Mayer, Huby (* 1954), österreichischer Musiker
- Mayer, Hugo (1883–1930), österreichischer Architekt
- Mayer, Hugo (1886–1963), österreichischer Politiker (SDAP); Landtagsabgeordneter zum Vorarlberger Landtag
- Mayer, Hugo (1899–1968), deutscher Politiker (CDU), MdB

##### Mayer, I
- Mayer, Ida (* 1993), deutsche Sprinterin
- Mayer, Ignaz (1810–1876), österreichischer Handelskammerpräsident, Unternehmer, Schiffbauer und Politiker, Landtagsabgeordneter
- Mayer, Iris, deutsche Schauspielerin und Hörspielsprecherin
- Mayer, Iris (* 1975), deutsche Journalistin
- Mayer, Isaac H. (1864–1967), US-amerikanischer Jurist

##### Mayer, J
- Mayer, Jacob (1610–1683), deutscher Baumeister, Kommunalpolitiker sowie Kirchen- und Schulvorsteher
- Mayer, Jacob (1813–1875), deutscher UnternehmerJacob Mayer (1813–1875)

Jacob Mayer (1813–1875)

- Mayer, Jacob (1866–1939), jüdischer Bürger von Buchen (Odenwald) und Mundartdichter
- Mayer, Jacob Anton (1782–1857), deutscher Gründer der Mayerschen Buchhandlung
- Mayer, Joanna Isabel (1904–1991), US-amerikanische Mathematikerin und Hochschullehrerin
- Mayer, Johann (1858–1941), österreichischer Müller, Politiker und Landeshauptmann von Niederösterreich
- Mayer, Johann (1886–1923), deutscher Serienmörder
- Mayer, Johann (1922–2005), österreichischer Politiker (ÖVP), Mitglied des Bundesrates
- Mayer, Johann Abraham (1684–1726), deutscher Mediziner
- Mayer, Johann Baptist (1803–1892), schwäbischer Unternehmer
- Mayer, Johann Baptist (1846–1903), deutscher Stadtgeometer
- Mayer, Johann Bernhard (1669–1747), römisch-katholischer Geistlicher
- Mayer, Johann Christoph Andreas (1747–1801), deutscher Anatom
- Mayer, Johann Friedrich (1650–1712), deutscher lutherischer Theologe
- Mayer, Johann Friedrich (1719–1798), deutscher Pfarrer und Agrarreformer
- Mayer, Johann Friedrich (1798–1863), deutscher Schultheiß, Notar und Politiker
- Mayer, Johann Jakob (1769–1852), deutscher lutherischer Geistlicher, Kirchenlieddichter und Chronist
- Mayer, Johann Prokop (1737–1804), österreichischer fürstbischöflich Würzburgischer Hofgärtner
- Mayer, Johann Tobias (1752–1830), deutscher Physiker und Mathematiker
- Mayer, Johanna (* 1953), österreichische Benediktinerin und Äbtissin des Klosters Frauenchiemsee (2006–)
- Mayer, Johannes (1893–1963), deutscher General der Infanterie im Zweiten Weltkrieg
- Mayer, Johannes Gottfried (1953–2019), deutscher Medizinhistoriker
- Mayer, John (1930–2004), indischer Musiker
- Mayer, John (* 1977), US-amerikanischer Gitarrist, Sänger und SongwriterJohn Mayer (* 1977)

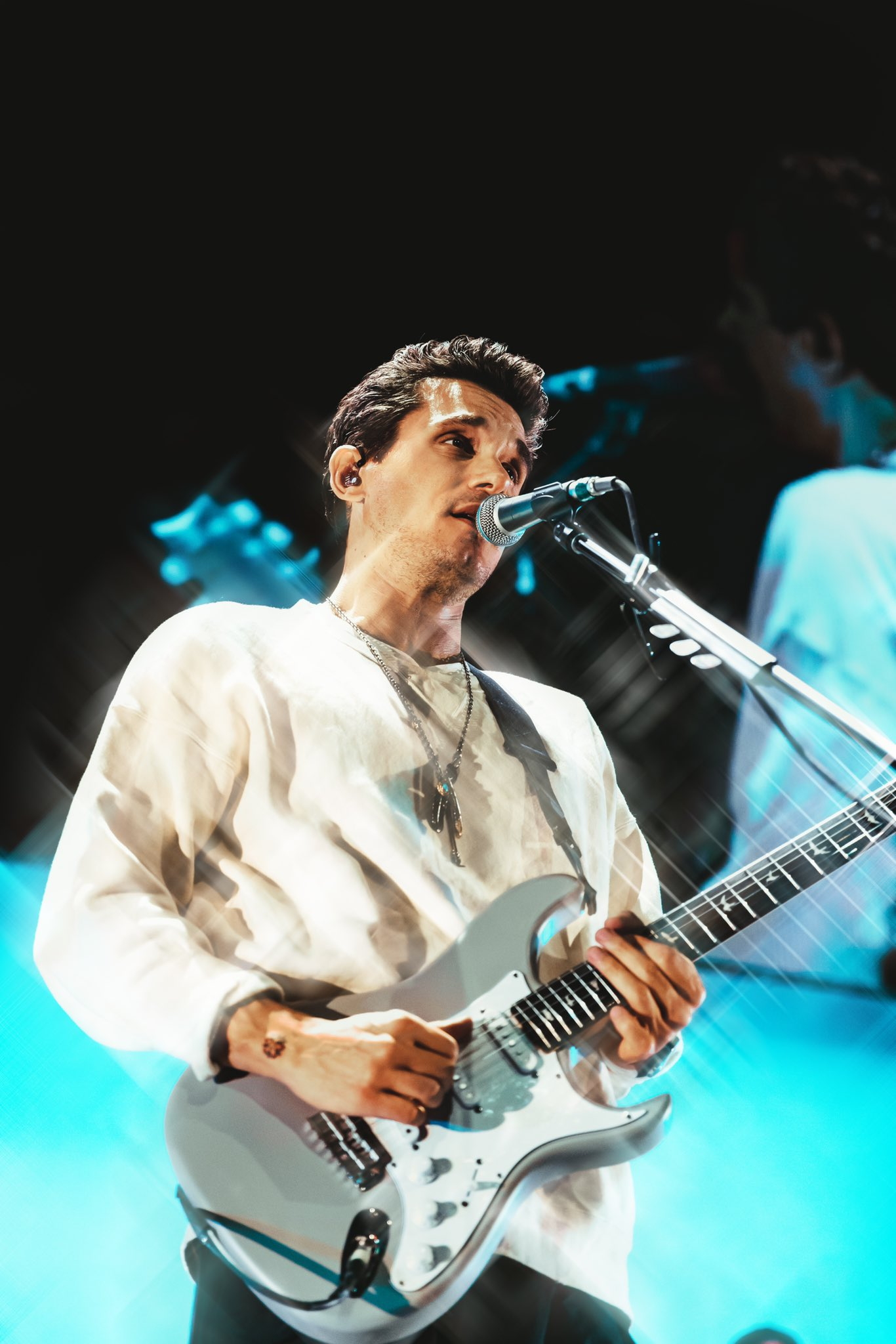
John Mayer (* 1977)

- Mayer, John (* 1982), US-amerikanischer Volleyball- und Beachvolleyballspieler
- Mayer, John D. (* 1953), US-amerikanischer Psychologe
- Mayer, Jojo (* 1963), Schweizer Jazz-Schlagzeuger
- Mayer, Jon (* 1938), amerikanischer Jazzmusiker (Piano, Komposition)
- Mayer, Jonas (* 2004), österreichischer Fußballspieler
- Mayer, Jörg, Glockengießer
- Mayer, Jörg (1956–2015), deutscher Notar
- Mayer, Jorge (1915–2010), argentinischer Geistlicher, Erzbischof von Bahía Blanca
- Mayer, Josef (1741–1814), deutscher Jesuit und Gelehrter
- Mayer, Josef (1806–1891), österreichischer Unternehmer und Politiker, Landtagsabgeordneter
- Mayer, Josef (1868–1940), österreichischer Landwirt und Politiker (GdP, LB), Landtagsabgeordneter, Abgeordneter zum Nationalrat, Mitglied des Bundesrates
- Mayer, Josef (1877–1938), österreichischer Politiker (DnP), Abgeordneter zum Nationalrat
- Mayer, Josef (1887–1961), deutscher Jurist und Präsident des Bundesrechnungshofes (1950–1957)
- Mayer, Josef (1898–1948), österreichischer Politiker (ÖVP), Mitglied des Bundesrates
- Mayer, Josef (* 1925), österreichischer Politiker (SPÖ), Landtagsabgeordneter
- Mayer, Josef (* 1988), deutscher Eishockeytorwart
- Mayer, Joseph Edward (1904–1983), US-amerikanischer Chemiker
- Mayer, Judas Thaddäus (1897–1972), deutscher Rechtsanwalt und Politiker
- Mayer, Julia (* 1993), österreichische LangstreckenläuferinJulia Mayer (* 1993)

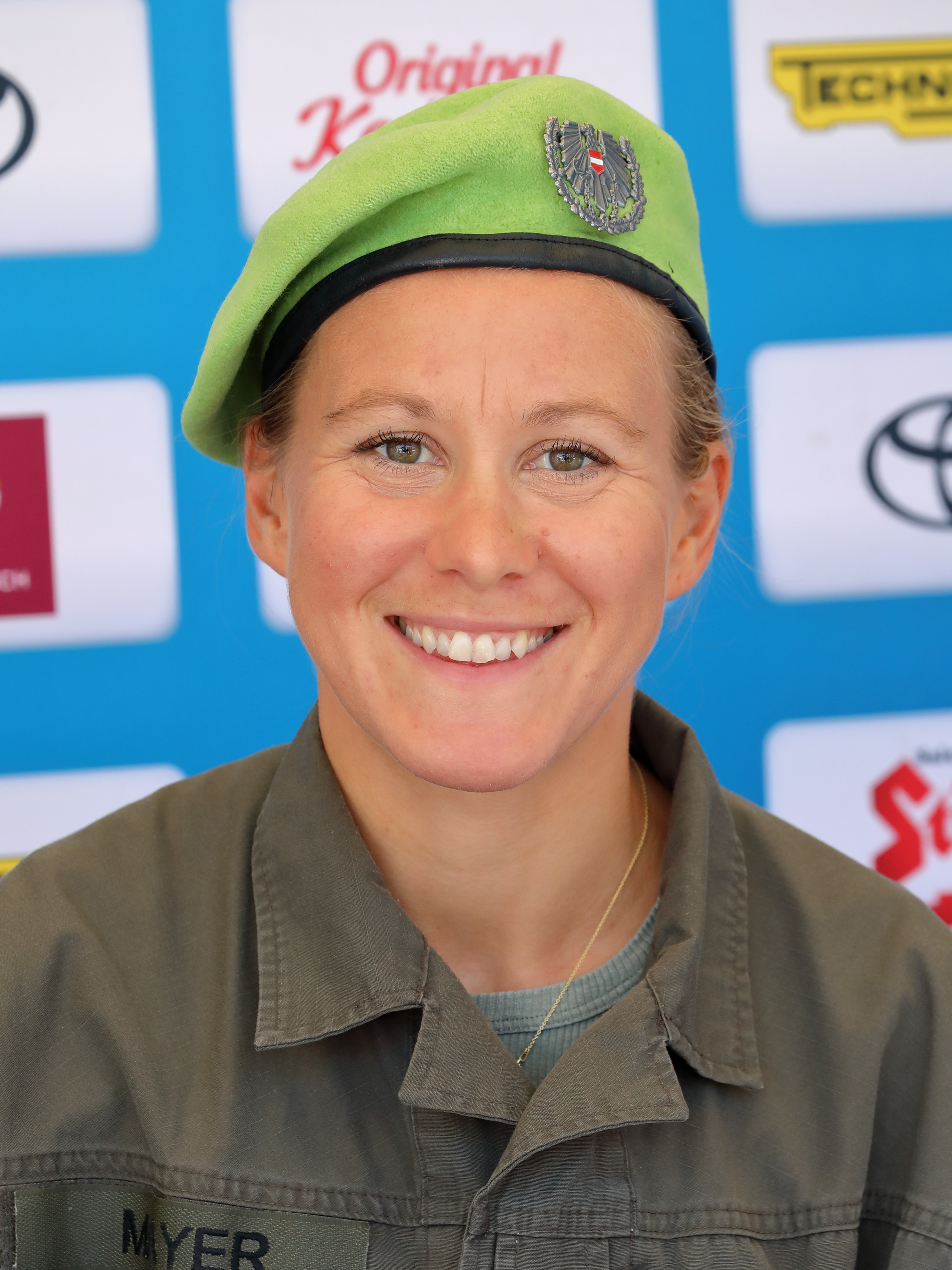
Julia Mayer (* 1993)

- Mayer, Julius Marshuetz (1865–1925), US-amerikanischer Jurist und Politiker
- Mayer, Jürgen (* 1964), deutscher Hörfunk-Moderator, Journalist und Autor
- Mayer, Jürgen (* 1965), deutscher Architekt und Künstler

##### Mayer, K
- Mayer, Karin (* 1975), deutsche Degenfechterin
- Mayer, Karl (1786–1870), deutscher Jurist, Revolutionär und Dichter
- Mayer, Karl (1810–1876), österreichischer Maler
- Mayer, Karl (1819–1889), deutscher Jurist und Politiker (VP, DtVP), MdR
- Mayer, Karl (1835–1918), deutscher Landwirt und Politiker
- Mayer, Karl (1878–1951), Oberbürgermeister von Neuburg an der Donau
- Mayer, Karl (1907–1962), deutscher Politiker (SPD) und Widerstandskämpfer
- Mayer, Karl August (1808–1894), deutscher Lehrer und Schriftsteller
- Mayer, Karl Leopold (1880–1965), deutscher Schriftsteller und Jurist
- Mayer, Karl Ulrich (* 1945), deutscher Soziologe und Hochschullehrer
- Mayer, Karl Wilhelm (1795–1868), deutscher Gynäkologe
- Mayer, Karl-Ludwig (* 1951), deutscher Fußballspieler
- Mayer, Karoline (* 1943), deutsch-chilenische Missionarin und Entwicklungshelferin
- Mayer, Katharina (* 1958), deutsche Fotografin
- Mayer, Katja (* 1968), deutsche Triathletin
- Mayer, Kevin (* 1992), französischer ZehnkämpferKevin Mayer (* 1992)

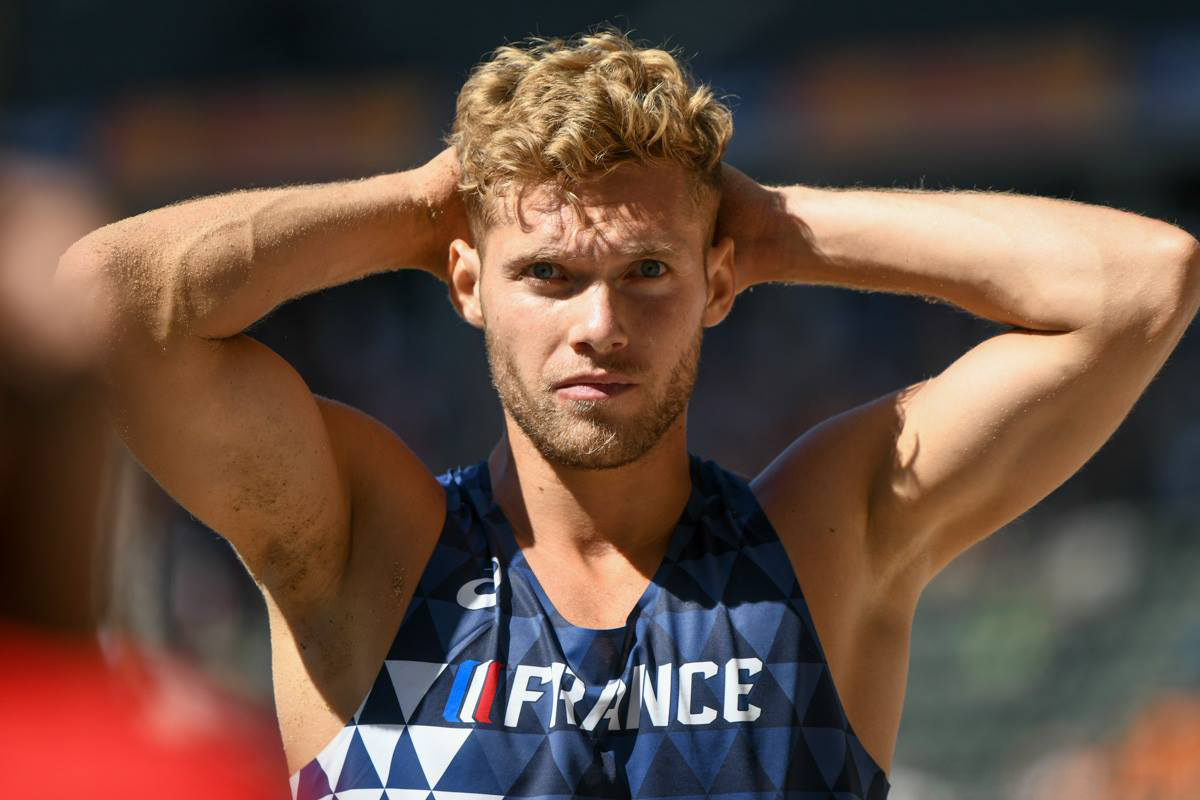
Kevin Mayer (* 1992)

- Mayer, Kilian, deutscher Bauer, Mitglied der Bundschuh-Bewegung in Lehen
- Mayer, Klaus (1923–2022), deutscher katholischer Priester
- Mayer, Kurt (1879–1958), polnischer Politiker (DP)
- Mayer, Kurt (1903–1945), deutscher Historiker, Leiter des Reichssippenamtes
- Mayer, Kurt (1951–2023), österreichischer Filmproduzent, Filmregisseur und Drehbuchautor
- Mayer, Kurt Bernd (1916–2006), schweizamerikanischer Soziologe
- Mayer, Kurt-Ulrich (* 1950), deutscher Rechtsanwalt und ehemaliger Präsident der Sächsischen Landesanstalt für privaten Rundfunk und neue Medien

##### Mayer, L
- Mayer, Laurenz (1828–1912), Weihbischof in Wien, Titularbischof, Wiener Hofburgpfarrer und Vertrauter von Kaiser Franz Joseph I.
- Mayer, Leonardo (* 1987), argentinischer Tennisspieler
- Mayer, Leopold († 1914), österreichischer Schwimmer
- Mayer, Leopold (1896–1971), österreichischer Ökonom, Professor für Betriebswirtschaftslehre
- Mayer, Leopold (1918–2003), österreichischer Dirigent, Intendant und Musikwissenschaftler
- Mayer, Lisa (* 1954), österreichische Lyrikerin
- Mayer, Lisa (* 1996), deutsche LeichtathletinLisa Mayer (* 1996)

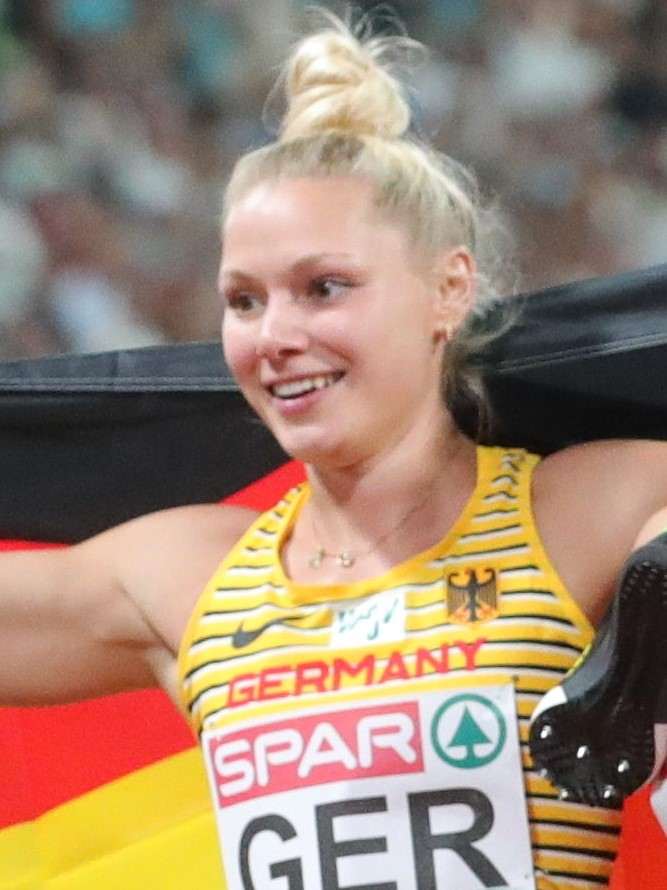
Lisa Mayer (* 1996)

- Mayer, Lothar (1915–1993), deutscher Verwaltungsjurist und Landrat
- Mayer, Louis (1791–1843), deutscher Landschaftsmaler
- Mayer, Louis (1829–1890), deutscher Gynäkologe
- Mayer, Louis B. (1884–1957), US-amerikanischer Filmproduzent
- Mayer, Lucas (* 1983), österreichischer Handballspieler
- Mayer, Lucas (* 1999), deutscher Basketballspieler
- Mayer, Ludo (1845–1917), deutscher Lederwarenfabrikant, Kommerzienrat und Mäzen
- Mayer, Ludwig (1834–1917), österreichischer Maler
- Mayer, Ludwig (1839–1878), deutscher Mediziner
- Mayer, Ludwig (1896–1969), österreichischer Landwirt, Kaufmann und Politiker (ÖVP), Landtagsabgeordneter, Abgeordneter zum Nationalrat
- Mayer, Ludwig Friedrich (1905–1950), deutscher Wirtschaftsprüfer und Raiffeisenverbands-Vorstand
- Mayer, Luigi (1755–1803), deutsch-italienischer Zeichner und Maler

##### Mayer, M
- Mayer, Maix (* 1960), deutscher Fotograf, Medien- und Konzeptkünstler
- Mayer, Manfred Alfred Maria (* 1950), deutscher Jurist und Leiter des eGovernment-Referats in Bayern
- Mayer, Manfred Ludwig (1934–2020), deutscher Politiker (SPD), MdL
- Mayer, Manfred M. (1916–1984), deutsch-amerikanischer Mikrobiologe und Immunologe
- Mayer, Marc (* 1978), österreichischer Skilangläufer
- Mayer, Marcel (* 1965), Schweizer Druckgrafiker, Buchgestalter, Typograph, Holzschneider, Radierer und Erwachsenbildner
- Mayer, Margit (* 1949), deutsche Politikwissenschaftlerin
- Mayer, Marie (* 1991), deutsche Film- und Theaterschauspielerin
- Mayer, Marissa (* 1975), US-amerikanische Informatikerin und Vorstandsvorsitzende von YahooMarissa Mayer (* 1975)

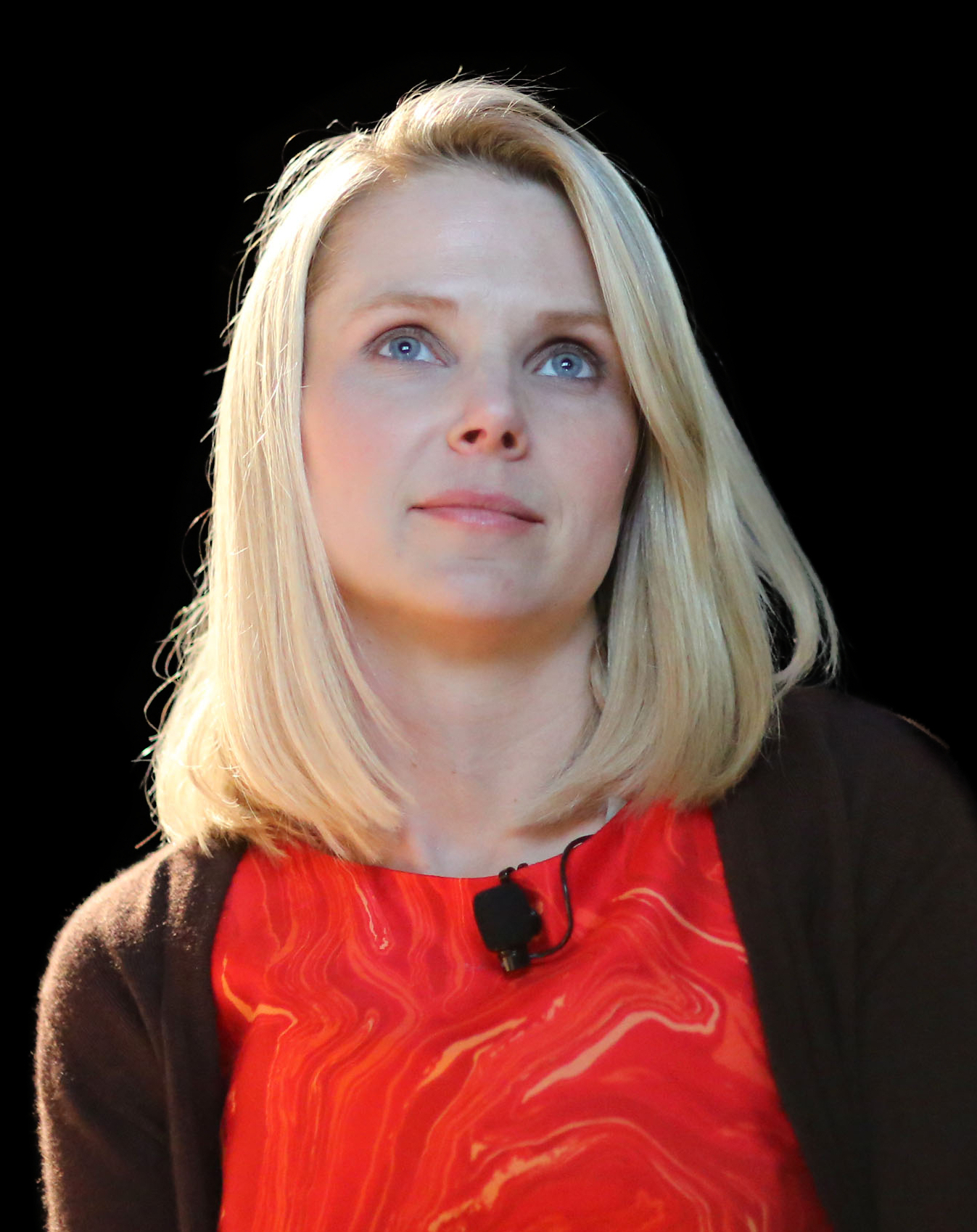
Marissa Mayer (* 1975)

- Mayer, Martin (1875–1951), deutscher Tropenmediziner und Bakteriologe
- Mayer, Martin (1878–1925), deutscher Architekt und württembergischer Baubeamter
- Mayer, Martin (1931–2022), deutscher Bildhauer, Grafiker und Zeichner
- Mayer, Martin (1941–2017), deutscher Politiker (CSU), MdL, MdB
- Mayer, Mathias (* 1958), deutscher Germanist
- Mayer, Mathilde (* 1889), deutsche Pädagogin
- Mayer, Matthias (* 1981), österreichischer Basketballspieler
- Mayer, Matthias (* 1986), österreichischer Handballspieler
- Mayer, Matthias (* 1990), österreichischer SkirennläuferMatthias Mayer (* 1990)

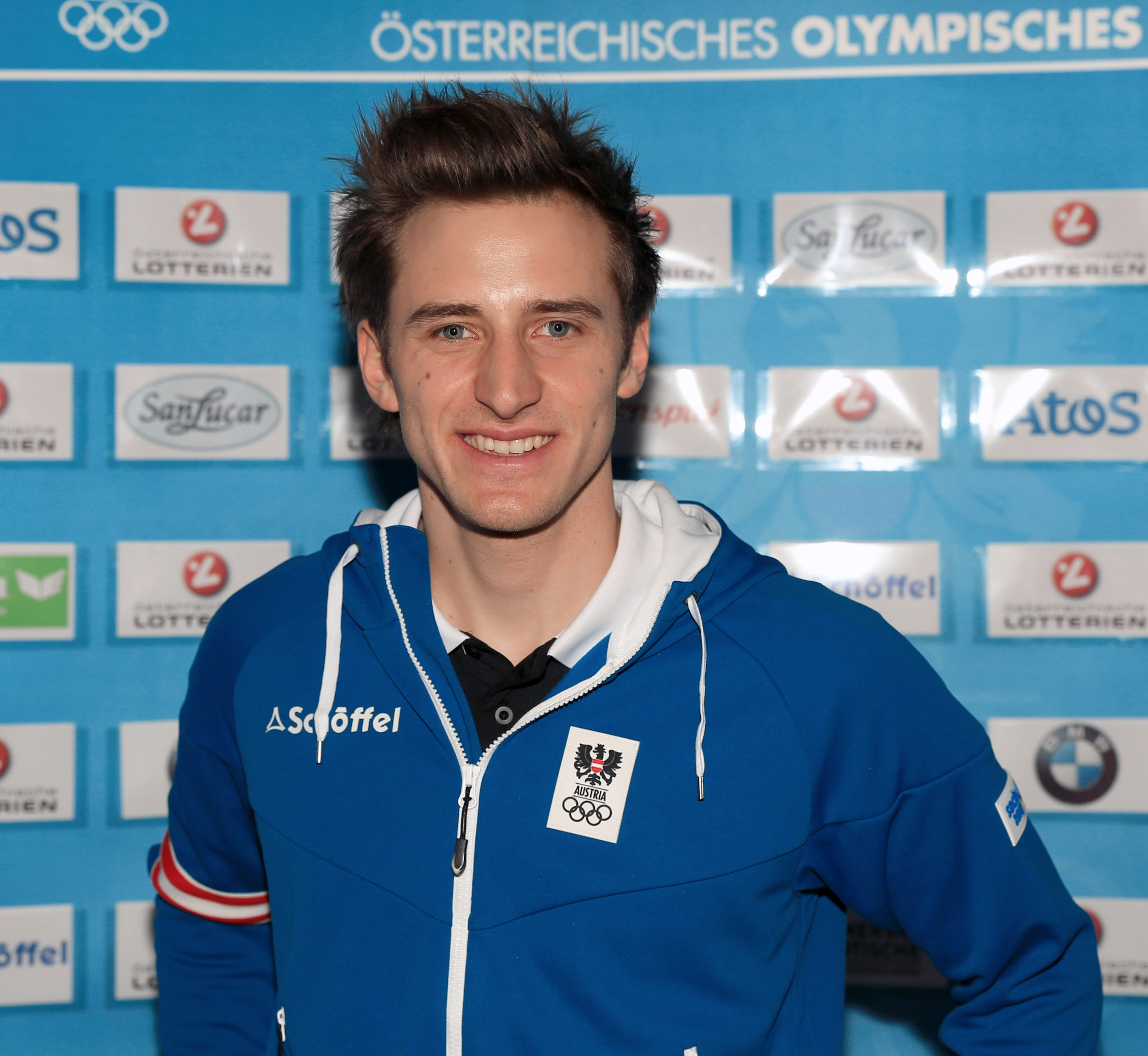
Matthias Mayer (* 1990)

- Mayer, Mauritia (1833–1897), deutsche Gastgewerbeunternehmerin
- Mayer, Max (* 1874), deutscher Verwaltungsjurist und Bezirksoberamtmann
- Mayer, Max (1886–1967), deutscher Bauingenieur
- Mayer, Max, deutscher Fußballspieler
- Mayer, Max (* 1974), österreichischer Schauspieler
- Mayer, Max (* 1991), deutscher American-Football-Spieler
- Mayer, Max Ernst (1875–1923), deutscher Strafrechtler und Rechtsphilosoph
- Mayer, Max Samuel von (1797–1862), deutscher Advokat und Rechtsgelehrter; Rektor in Tübingen
- Mayer, Max Theodor (1817–1886), deutscher Jurist und Politiker (Zentrum), MdR
- Mayer, Maximilian (1856–1939), deutscher Klassischer Archäologe
- Mayer, Maximilian (* 1991), deutscher Opernsänger (Tenor)
- Mayer, Maximilian (* 1998), österreichischer Fußballspieler
- Mayer, Michael (1836–1911), deutscher Tischlermeister, Bildhauer und Politiker (Zentrum), MdR
- Mayer, Michael (* 1960), US-amerikanischer Theater-, Musical- und Filmregisseur
- Mayer, Michael (* 1962), deutscher Punk-Gitarrist und SängerMichael Mayer (* 1962)

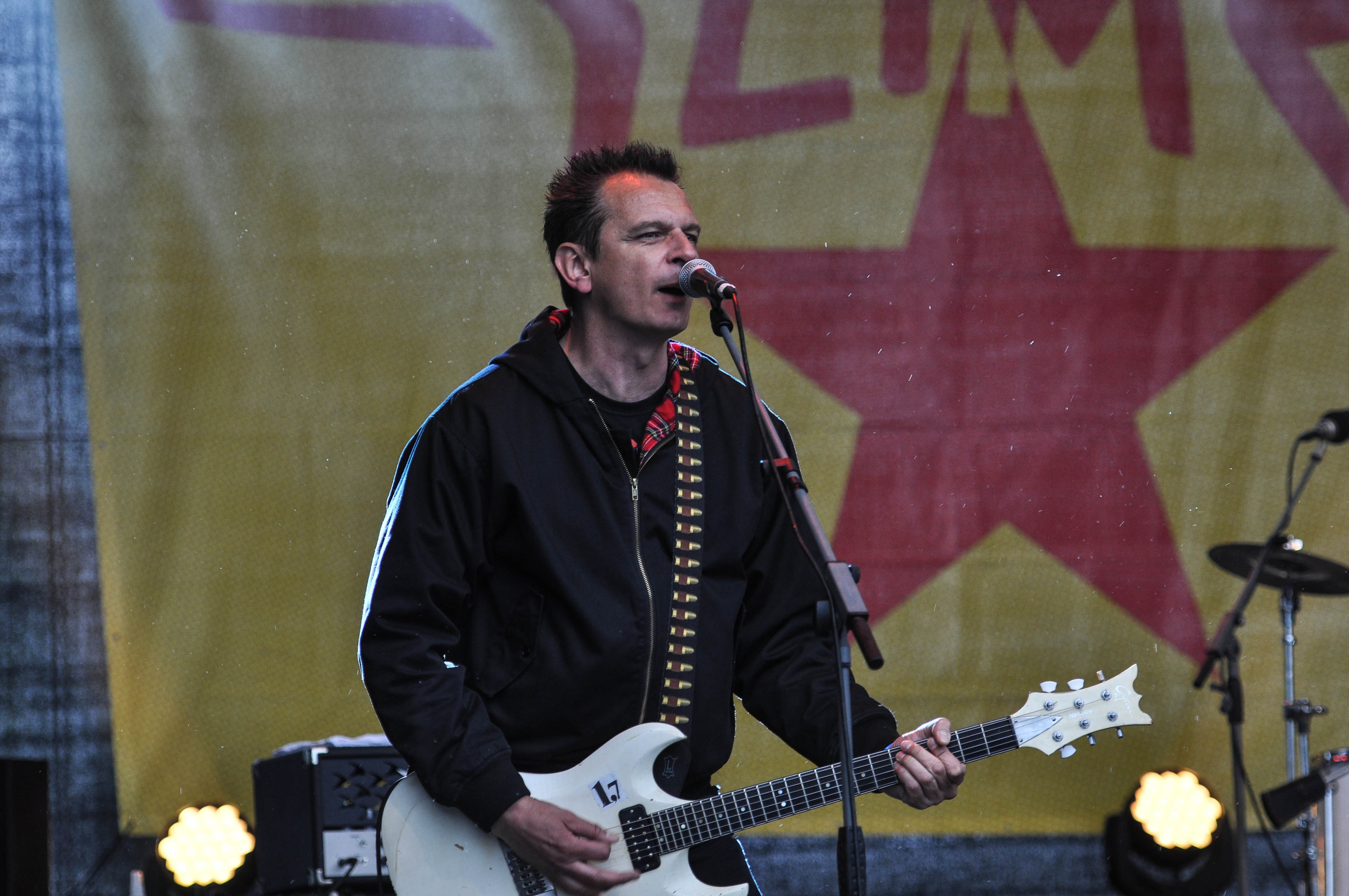
Michael Mayer (* 1962)

- Mayer, Michael (* 1964), deutscher Schauspieler
- Mayer, Michael (* 1970), deutscher Fußballspieler
- Mayer, Michael (* 1971), deutscher DJ, Remixer und Produzent im Bereich der elektronischen Tanzmusik
- Mayer, Michael (* 1974), deutscher Historiker
- Mayer, Michael (* 1980), deutscher Volleyball-Nationalspieler
- Mayer, Michael (* 1981), österreichischer Eishockeytorwart
- Mayer, Mihály (1933–2000), ungarischer Wasserballspieler
- Mayer, Mihály (* 1941), ungarischer Geistlicher, emeritierter Bischof von Pécs
- Mayer, Mikaela (* 1990), amerikanische Boxerin
- Mayer, Mona (* 2001), deutsche Leichtathletin
- Mayer, Moritz (1864–1942), deutscher Justizrat und Rechtsanwalt

##### Mayer, N
- Mayer, Nathaniel (1944–2008), US-amerikanischer Rhythm-and-Blues-Sänger, der hauptsächlich in den 1960er Jahren Schallplatten veröffentlichte
- Mayer, Nicholas (* 1989), österreichischer Fußballspieler
- Mayer, Nicolas (* 1990), französischer Skispringer
- Mayer, Nonna (* 1948), französische Politikwissenschaftlerin
- Mayer, Norbert (1887–1966), österreichischer Politiker (ÖVP), Abgeordneter zum Nationalrat
- Mayer, Norbert (* 1957), deutscher Politiker (AfD), MdL
- Mayer, Norbert (* 1958), österreichischer Schriftsteller
- Mayer, Norbert (* 1958), österreichischer Journalist
- Mayer, Norbert J. (1938–2017), deutscher Liedermacher

##### Mayer, O
- Mayer, Olaf (* 1961), österreichischer Boxer
- Mayer, Oliver, deutscher Basketballtrainer
- Mayer, Oliver (* 1958), deutscher Rennfahrer und Geschäftsmann
- Mayer, Oliver (* 2000), Schweizer Fussballspieler
- Mayer, Oscar (1859–1955), US-amerikanischer UnternehmerOscar Mayer (1859–1955)

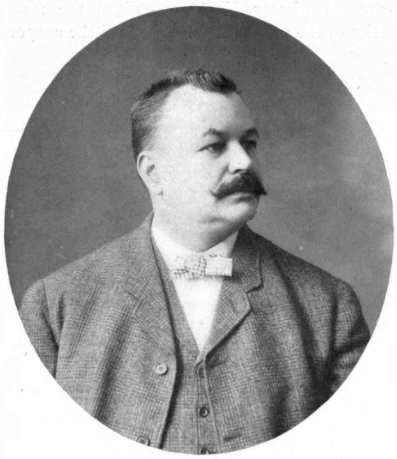
Oscar Mayer (1859–1955)

- Mayer, Oscar (1916–2011), Schweizer Politiker (SP)
- Mayer, Oskar (* 1941), österreichischer Lehrer und Politiker (ÖVP), Abgeordneter zum Nationalrat
- Mayer, Otto (1846–1924), deutscher Rechtswissenschaftler und Hochschullehrer
- Mayer, Otto, deutscher Hoffotograf
- Mayer, Otto (1890–1971), deutscher Ministerialbeamter
- Mayer, Otto (1900–1970), Schweizer Sportfunktionär
- Mayer, Otto Eugen (1888–1981), deutscher Archäologe und Publizist

##### Mayer, P
- Mayer, Pascal (* 1963), französischer Biophysiker
- Mayer, Patrick (* 1986), österreichischer Fußballspieler
- Mayer, Patrick (* 1988), deutscher Fußballspieler
- Mayer, Paul (1848–1923), deutscher Zoologe
- Mayer, Paul (1873–1955), Schweizer Unternehmer
- Mayer, Paul (1889–1970), deutschsprachiger Lektor, Schriftsteller und Übersetzer
- Mayer, Paul (1896–1976), deutscher Polizeibeamter
- Mayer, Paul Augustin (1911–2010), deutscher Ordensgeistlicher und KurienkardinalPaul Augustin Mayer (1911–2010)

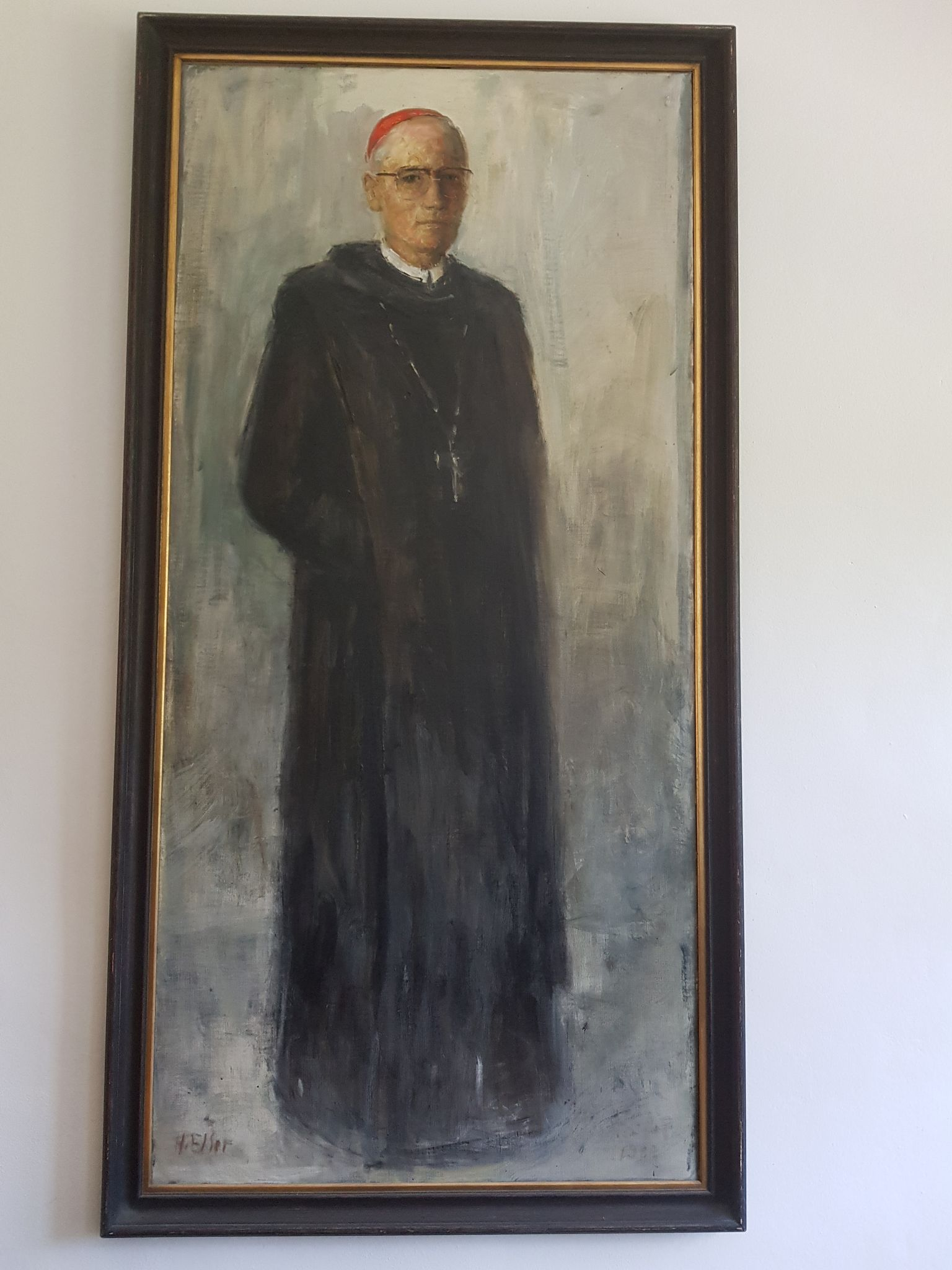
Paul Augustin Mayer (1911–2010)

- Mayer, Paul Yogi (1912–2011), deutsch-englischer Sportler, Sportjournalist und Pädagoge
- Mayer, Pauline (* 2001), deutsche Basketballspielerin
- Mayer, Pavel (* 1965), deutscher Politiker (Piratenpartei), MdAPavel Mayer (* 1965)

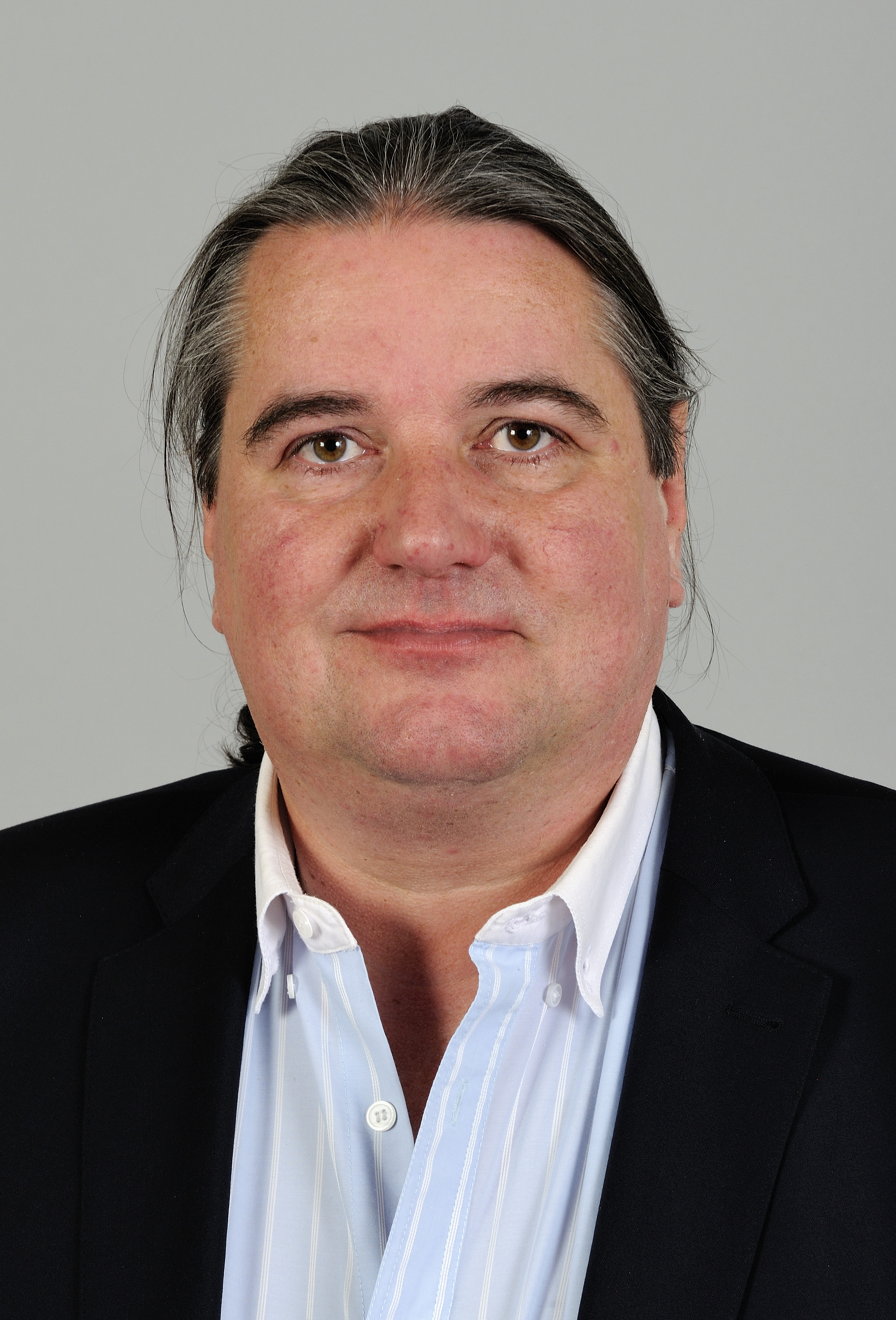
Pavel Mayer (* 1965)

- Mayer, Peter, US-amerikanischer Schauspieler und Theaterleiter
- Mayer, Peter († 1800), deutscher Zeichner, Kupferstecher und Maler
- Mayer, Peter (1774–1848), Landtagsabgeordneter Großherzogtum Hessen
- Mayer, Peter (1885–1962), deutscher Verwaltungsbeamter
- Mayer, Peter (1938–2009), deutscher Bildhauer
- Mayer, Peter (* 1976), österreichischer Landwirt und Politiker (ÖVP), Abgeordneter zum Nationalrat
- Mayer, Peter (* 1985), deutscher Volleyballspieler
- Mayer, Peter Eduard (1945–2018), deutscher Bauingenieur, Baubetriebler und Hochschullehrer
- Mayer, Petra (* 1966), deutsche Weinkönigin
- Mayer, Petra (* 1990), österreichische Musikerin
- Mayer, Philipp († 1828), Jurist, Dichter und Prinzenerzieher
- Mayer, Philipp (1804–1868), deutscher Lehrer und Politiker
- Mayer, Philipp (1918–1988), deutscher Politiker (SPD), MdL
- Mayer, Philipp Jakob (1870–1936), Generalvikar der Diözese Mainz
- Mayer, Philipp Otto (* 1855), deutscher Militärjurist

##### Mayer, R
- Mayer, Ralf Christian, deutscher Musiker, Songwriter und Musikproduzent
- Mayer, René (1895–1972), französischer Politiker
- Mayer, Renzo Riet (* 1995), Schweizer Unihockeyspieler
- Mayer, Richard (1925–2016), deutscher Politiker (SPD), MdL
- Mayer, Richard E. (* 1947), amerikanischer Psychologe
- Mayer, Robert (1814–1878), deutscher Arzt und PhysikerRobert Mayer (1814–1878)

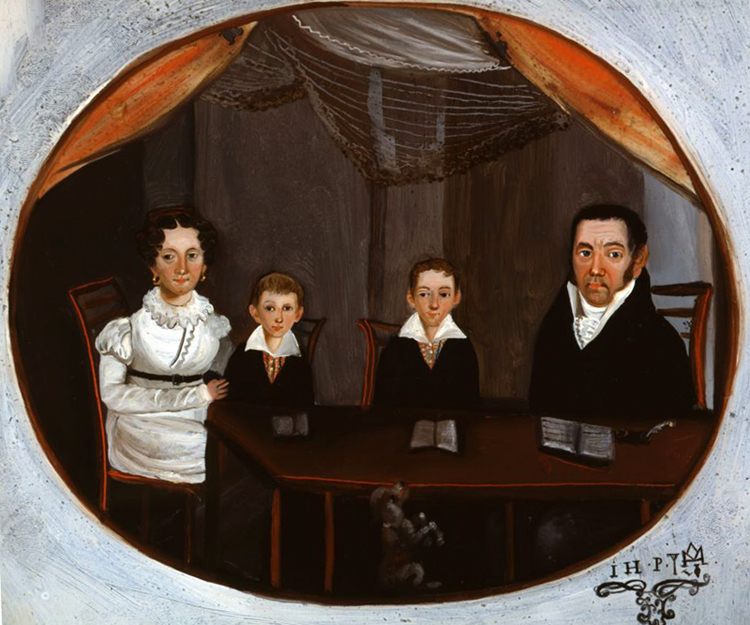
Robert Mayer (1814–1878)

- Mayer, Robert (1899–1975), deutscher Maler, Grafiker, Bildhauer und Kunstpädagoge
- Mayer, Robert (1911–2005), deutscher Tänzer, Choreograph und Ballettmeister
- Mayer, Robert (* 1966), deutscher Basketballfunktionär
- Mayer, Robert (* 1989), schweizerisch-tschechischer Eishockeytorwart
- Mayer, Robert A. (1933–2008), US-amerikanischer Museumsdirektor
- Mayer, Robs (1907–1989), deutscher Künstler, Maler, Grafiker und Kunsterzieher
- Mayer, Roger (1926–2015), amerikanischer Filmproduzent
- Mayer, Roland (1927–2013), deutscher Chemiker und Hochschullehrer
- Mayer, Rosemary (1943–2014), US-amerikanische Künstlerin, Autorin und Übersetzerin
- Mayer, Rudolf (1837–1865), tschechischer Dichter und Schriftsteller
- Mayer, Rudolf (1846–1916), deutscher Medailleur
- Mayer, Rudolf (1928–2008), deutscher Verleger, Herausgeber, Publizist
- Mayer, Rudolf (* 1947), österreichischer Anwalt mit Schwerpunkt Strafverteidigung
- Mayer, Rui (1888–1959), portugiesischer Fechter
- Mayer, Rupert (1876–1945), deutscher Jesuit, Präses der Marianischen MännerkongregationRupert Mayer (1876–1945)

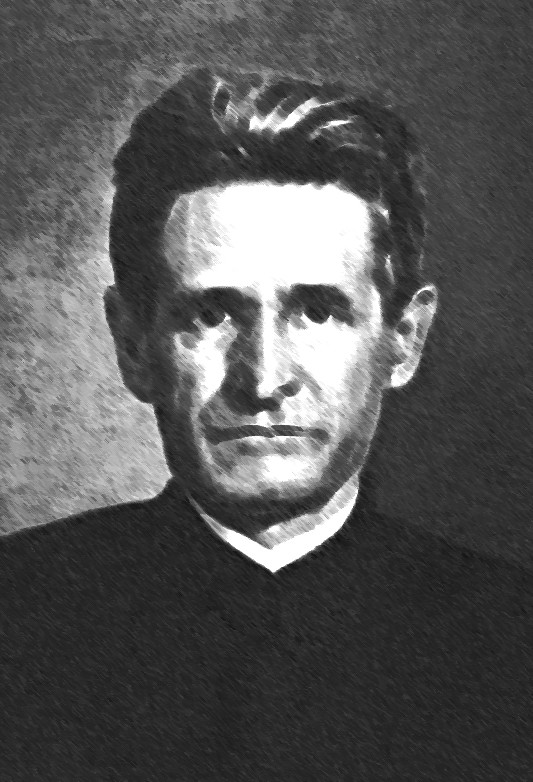
Rupert Mayer (1876–1945)

- Mayer, Rupprecht (* 1946), deutscher Schriftsteller und Übersetzer
- Mayer, Ruth (* 1965), deutsche Amerikanistin

##### Mayer, S
- Mayer, Sabine (* 1976), österreichische Sängerin und Schauspielerin
- Mayer, Sabrina (* 1984), deutsche Politikwissenschaftlerin
- Mayer, Salesius (1816–1876), österreichischer Ordensgeistlicher und Hochschullehrer
- Mayer, Sally (1889–1944), deutscher Arzt
- Mayer, Saly (1882–1950), Schweizer Textilunternehmer und Politiker (FDP)
- Mayer, Samuel (1807–1875), deutscher Rabbiner und Rechtsanwalt
- Mayer, Sandy (* 1952), US-amerikanischer Tennisspieler
- Mayer, Sarah Benedict (1896–1957), britische Schauspielerin und Judoka
- Mayer, Sebastian (1773–1835), österreichischer Sänger (Bass), Komponist und Regisseur
- Mayer, Sebastian (* 1973), deutscher Ruderer
- Mayer, Sheldon (1917–1991), amerikanischer Comicautor und -zeichner
- Mayer, Siegmund (1842–1910), deutscher Physiologe
- Mayer, Sigmund (1831–1920), österreichischer Kaufmann und Kommunalpolitiker
- Mayer, Silke (* 1974), deutsche Basketballspielerin
- Mayer, Simon Martin (1788–1872), Kärntner Priester und Publizist
- Mayer, Simone (1920–2006), französische Hämatologin
- Mayer, Sina (* 1995), deutsche Leichtathletin
- Mayer, Stefan (1895–1981), polnischer Nachrichtendienstler
- Mayer, Stefan (* 1959), deutscher Regisseur, Bühnen- und Kostümbildner
- Mayer, Stepanka (* 1949), tschechoslowakisch-deutsche Schachspielerin
- Mayer, Stephan (1941–2015), österreichischer Offizier
- Mayer, Stephan (* 1973), deutscher Politiker (CSU), MdBStephan Mayer (* 1973)

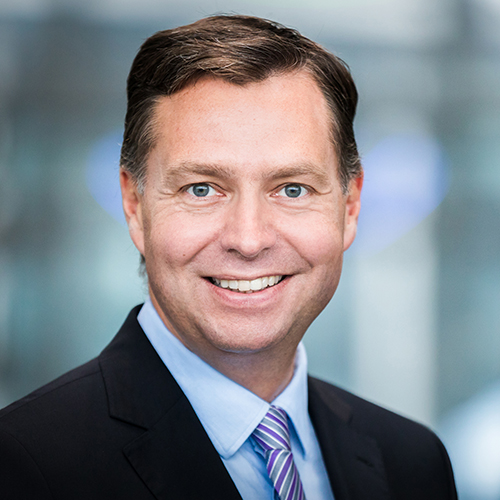
Stephan Mayer (* 1973)

- Mayer, Stuart, australischer Marineoffizier
- Mayer, Susanne (* 1952), deutsche Journalistin und Sachbuchautorin
- Mayer, Suso (1890–1963), deutscher Ordensgeistlicher und Kanonist
- Mayer, Sven (* 1989), deutscher Informatiker
- Mayer, Sylvia (* 1978), deutsche Schauspielerin

##### Mayer, T
- Mayer, Teddy (1935–2009), US-amerikanischer Formel-1-Teamchef von McLaren
- Mayer, Teodoro (1860–1942), italienischer Politiker und Journalist
- Mayer, Thaddäus (1812–1856), tschechisch-österreichischer Porträtmaler und Lithograf
- Mayer, Theodor (1839–1909), deutscher Opernsänger (Bariton/Bass)
- Mayer, Theodor (1874–1956), österreichischer Architekt
- Mayer, Theodor (1883–1972), österreichischer Historiker
- Mayer, Theodor Heinrich (1884–1949), österreichischer Schriftsteller und Apotheker
- Mayer, Theophilus (1850–1900), kanadischer römisch-katholischer Ordensgeistlicher, Weihbischof in Madras
- Mayer, Thomas (1815–1870), deutscher Jurist und Politiker
- Mayer, Thomas (1927–2015), US-amerikanischer Wirtschaftswissenschaftler
- Mayer, Thomas (* 1927), deutscher Fußballspieler
- Mayer, Thomas (* 1954), deutscher Volkswirt
- Mayer, Thomas (* 1959), deutscher Neurologe, Psychiater und Epileptologe
- Mayer, Thomas (* 1962), österreichischer Journalist
- Mayer, Thomas (* 1984), deutscher Fußballspieler
- Mayer, Thomas (* 1995), österreichischer Fußballspieler
- Mayer, Thomas Johannes (* 1969), deutscher Opernsänger
- Mayer, Thomas Michael (1946–2010), deutscher Germanist
- Mayer, Till (* 1972), deutscher Fotojournalist
- Mayer, Tilman (* 1953), deutscher Politologe und Hochschullehrer
- Mayer, Tim (1938–1964), US-amerikanischer Automobilrennfahrer
- Mayer, Timo Joh. (* 1977), deutscher Regisseur und Filmproduzent
- Mayer, Tobias (1723–1762), deutscher Kartograf, Geograph, Mathematiker, Physiker und AstronomTobias Mayer (1723–1762)

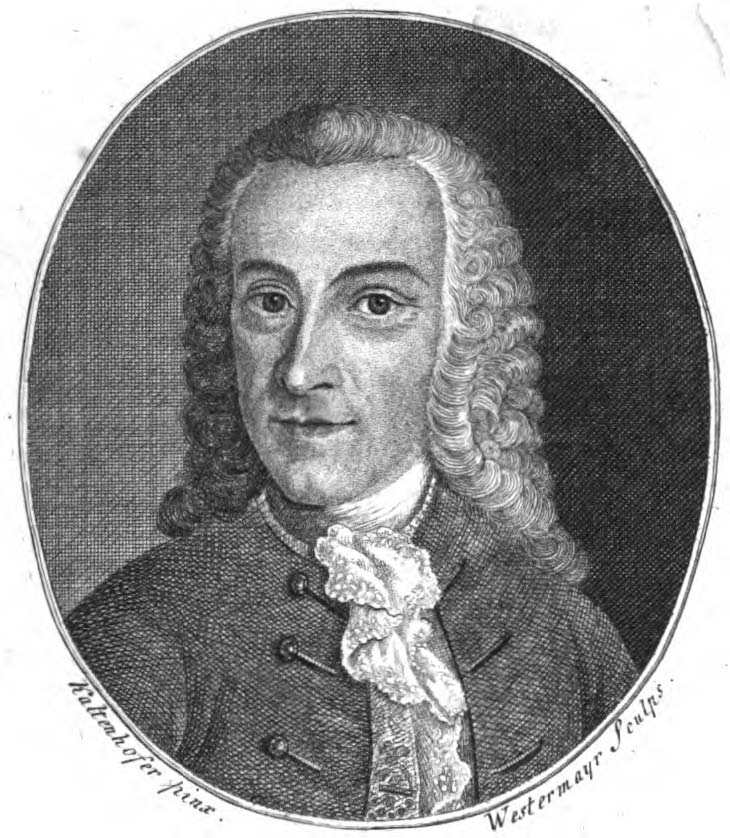
Tobias Mayer (1723–1762)

- Mayer, Travis (* 1982), US-amerikanischer Freestyle-Skisportler

##### Mayer, U
- Mayer, Udo R. (* 1944), deutscher Jurist
- Mayer, Ulf (1926–2018), österreichischer Bildhauer
- Mayer, Ulla (* 1948), deutsche Silberschmiedin und Hochschullehrerin
- Mayer, Ulrich (* 1941), deutscher Geschichtsdidaktiker
- Mayer, Urban (1575–1613), Abt der Reichsabtei Ochsenhausen
- Mayer, Uri (* 1946), kanadischer Dirigent und Violist

##### Mayer, V
- Mayer, Vali (* 1936), Schweizer Jazzmusiker
- Mayer, Victor (1857–1946), Schmuckunternehmer in PforzheimVictor Mayer (1857–1946)

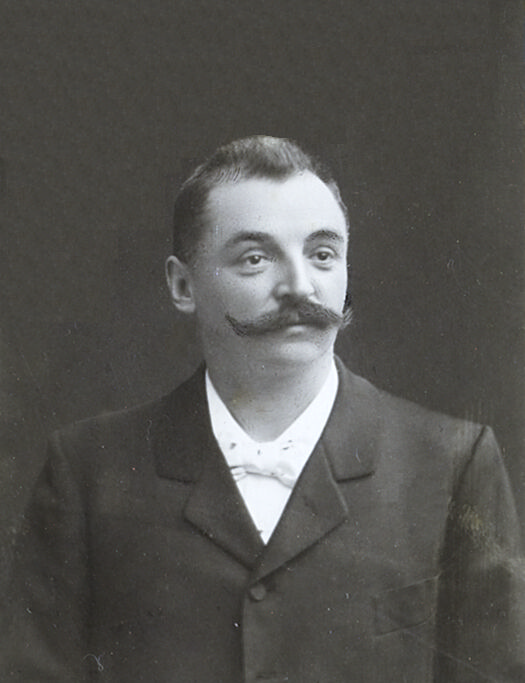
Victor Mayer (1857–1946)

- Mayer, Victoria (* 1976), deutsche Schauspielerin
- Mayer, Vincenz (* 1990), deutscher Eishockeyspieler
- Mayer, Vineta (1865–1945), österreichische Bergsteigerin
- Mayer, Virgil (1834–1889), deutscher Apotheker

##### Mayer, W
- Mayer, Walter (1926–2015), deutscher Physiker und Fernsehpionier
- Mayer, Walter (1941–2019), deutscher Altorientalist
- Mayer, Walter (* 1957), österreichischer Skilangläufer und Langlauftrainer
- Mayer, Walter (* 1959), österreichischer Journalist
- Mayer, Walther (1887–1948), österreichisch-amerikanischer Mathematiker
- Mayer, Wendy (* 1960), australische Patristikerin und Hochschullehrerin
- Mayer, Werner (1934–2014), deutscher Fußballspieler
- Mayer, Wilhelm (1821–1886), deutscher Landrat und Mitglied des Preußischen Abgeordnetenhauses
- Mayer, Wilhelm (1863–1925), deutscher Jurist und Schriftsteller
- Mayer, Wilhelm (1874–1923), deutscher Politiker (Zentrum, BVP), MdR
- Mayer, Wilhelm (1886–1950), deutscher Offizier, zuletzt General der Flieger im Zweiten Weltkrieg
- Mayer, Wilhelm (1905–1978), deutscher Kommunist, Widerstandskämpfer gegen den Nationalsozialismus, Staatsfunktionär der DDR und Generalmajor der Kasernierten Volkspolizei
- Mayer, Wilhelmine (1816–1899), Ehefrau von Robert Mayer
- Mayer, Wolf (* 1956), deutscher Jazzpianist und Hochschullehrer
- Mayer, Wolfgang (* 1978), österreichischer Politiker (ÖVP), Abgeordneter zum Salzburger Landtag
- Mayer, Wookie (* 1954), deutsche SchauspielerinWookie Mayer (* 1954)

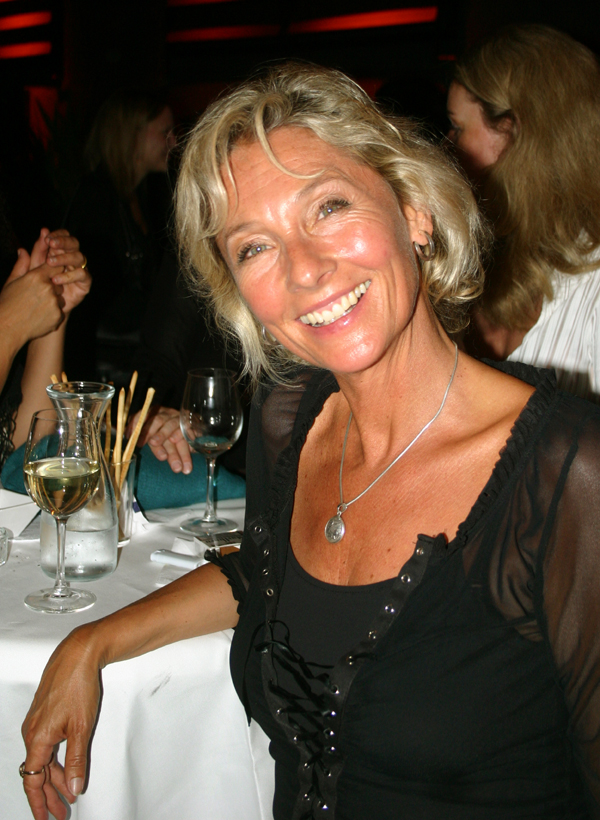
Wookie Mayer (* 1954)

##### Mayer, X
- Mayer, Xaver (1881–1942), deutscher Maschinenbauingenieur, Manager der Energiewirtschaft und Kommunalpolitiker
- Mayer, Xaver (* 1938), deutscher Landwirt und Politiker (CSU), MdEP

##### Mayer, Y
- Mayer, Yannick (* 1991), deutscher Radrennfahrer
- Mayer, Yitzhak (1934–2020), israelischer Diplomat belgischer Herkunft

##### Mayer, Z
- Mayer, Zoe (* 1995), deutsche Politikerin (Bündnis 90/Die Grünen)

#### Mayer-

##### Mayer-A
- Mayer-Ahrdorff, Max von (1845–1928), mährischer Geistlicher und Dichter
- Mayer-Ahuja, Nicole (* 1973), Arbeitssoziologin und HochschullehrerinNicole Mayer-Ahuja (* 1973)

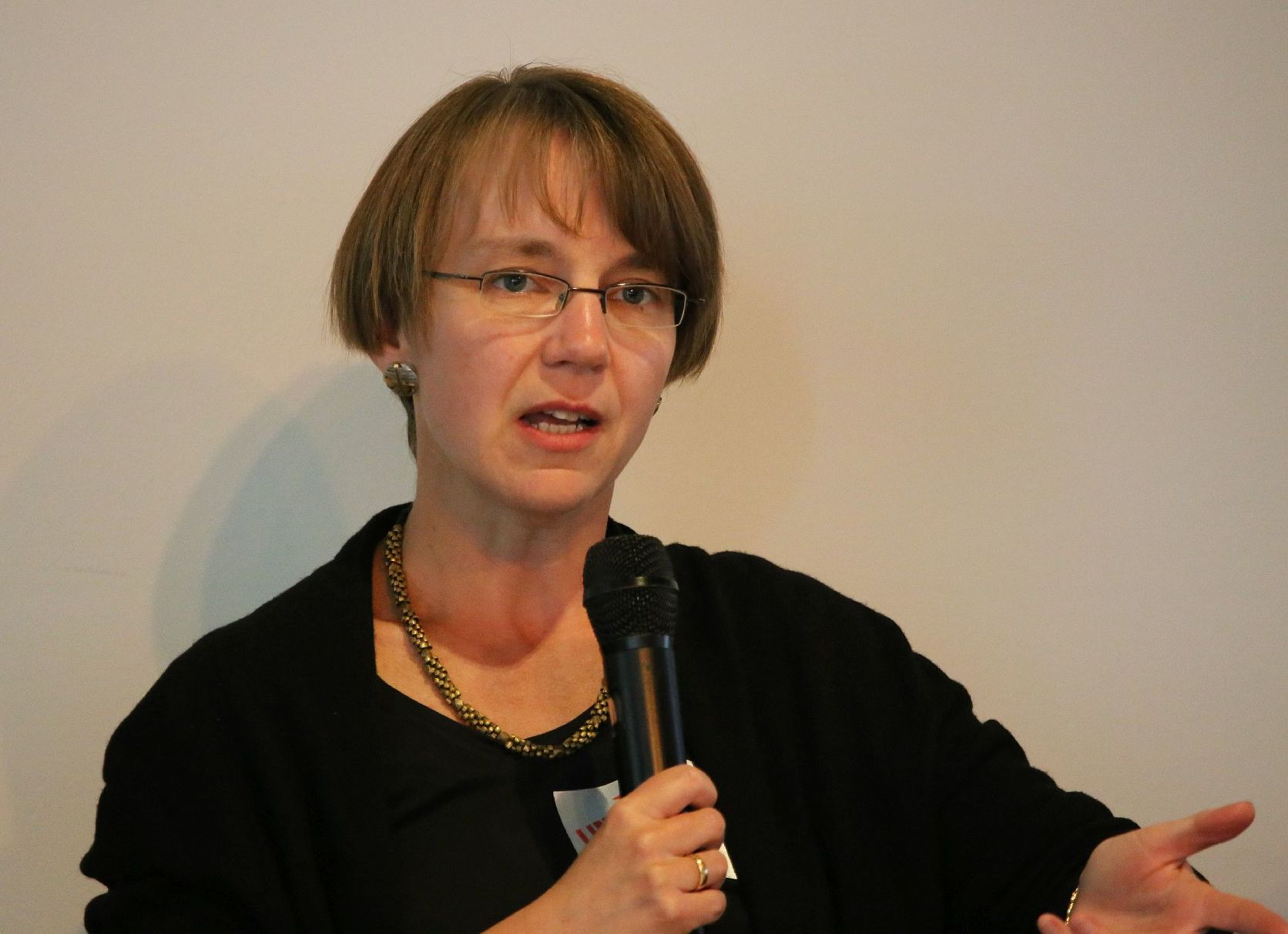
Nicole Mayer-Ahuja (* 1973)

- Mayer-Attenhofer, Jakob (1806–1885), Schweizer Landschaftsmaler

##### Mayer-B
- Mayer-Baldasseroni, Elmar (* 1977), österreichischer Schriftsteller, Maler und Wissenschaftler
- Mayer-Beck, Friedrich (1907–1977), österreichischer Grafiker und Illustrator
- Mayer-Bergwald, Anna (1852–1935), deutsche Schriftstellerin
- Mayer-Bonde, Conny (* 1972), deutsche Hochschullehrerin und Politikerin (CDU)
- Mayer-Brennenstuhl, Andreas (* 1957), deutscher Künstler, Kunstaktivist, Hochschullehrer, Kunsttherapeut und Autor

##### Mayer-D
- Mayer-Dinkel, Gustav (1853–1937), deutscher Kaufmann und Kommunalpolitiker

##### Mayer-E
- Mayer-Eymar, Karl (1826–1907), Schweizer Geologe und Paläontologe

##### Mayer-F
- Mayer-Falkow, Hermann (1897–1963), deutscher Schauspieler, Theaterregisseur und Operettensänger
- Mayer-Felice, Felix (1876–1929), deutscher Porträtmaler
- Mayer-Foreyt, Hans (1916–1981), deutscher Maler und Grafiker
- Mayer-Franken, Georg (1870–1926), deutscher Porträt-, Stillleben- und Landschaftsmaler

##### Mayer-G
- Mayer-Gross, Wilhelm (1889–1961), deutsch-britischer Psychiater
- Mayer-Gunthof, Franz Josef (1894–1977), österreichischer Unternehmer

##### Mayer-H
- Mayer-Hammer, Edith (1926–2011), österreichische Malerin
- Mayer-Heinricy, Adalbert (* 1934), deutscher Biophysiker
- Mayer-Hillebrand, Franziska (1885–1978), österreichische Psychologin
- Mayer-Himmelheber, Clara (* 1970), deutsche Ethnologin und Kuratorin
- Mayer-Hofmann, Lucia (* 1979), Schweizer Langstreckenläuferin
- Mayer-Homberg, Edwin (1881–1920), deutscher Rechtswissenschaftler, Ordinarius in Gießen und Marburg

##### Mayer-J
- Mayer-Johanssen, Uli (* 1958), deutsche Designerin und Markenspezialistin

##### Mayer-K
- Mayer-Knoop, Anny (* 1889), deutsche Schriftstellerin
- Mayer-Kuckuk, Theo (1927–2014), deutscher Atom- und Kernphysiker
- Mayer-Kulenkampff, Ilse (1916–2008), deutsche Sozialarbeiterin und Hochschullehrerin
- Mayer-Kulenkampff, Lina (1886–1971), deutsche Historikerin, Pädagogin und Schulleiterin

##### Mayer-L
- Mayer-Lay, Volker (* 1981), deutscher Politiker (CDU), MdBVolker Mayer-Lay (* 1981)

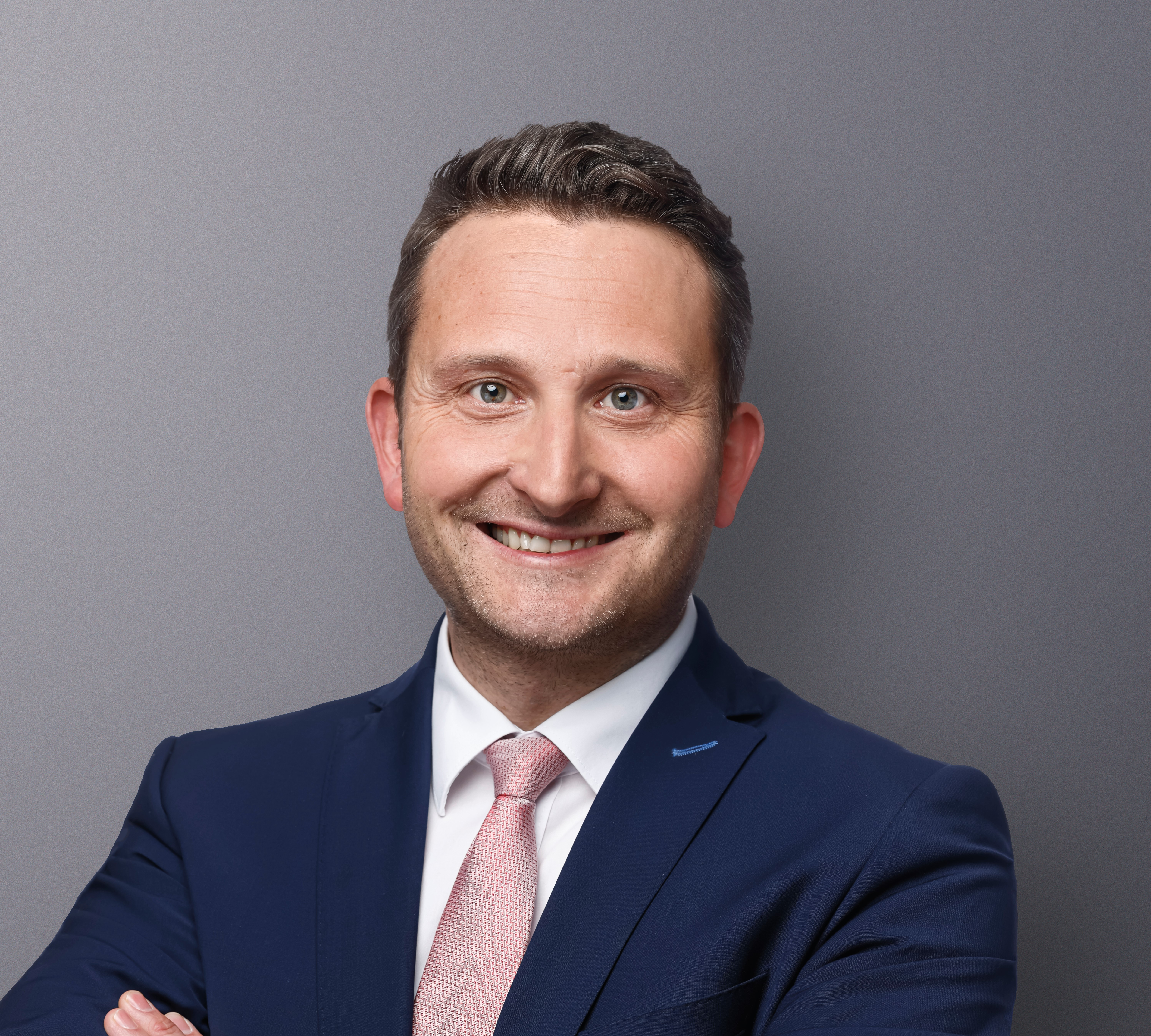
Volker Mayer-Lay (* 1981)

- Mayer-Lewis, Birgit (* 1971), deutsche Pädagogin und Professorin

##### Mayer-M
- Mayer-Mahr, Moritz (1869–1947), deutscher Pianist und Musikpädagoge
- Mayer-Maly, Theo (1931–2007), österreichischer Jurist, Romanist, Zivilrechtler
- Mayer-Marton, Georg (1897–1960), österreichischer Maler
- Mayer-Meintschel, Annaliese (1928–2020), deutsche Kunsthistorikerin

##### Mayer-O
- Mayer-Opificius, Ruth (1928–2006), deutsche Vorderasiatische Archäologin

##### Mayer-P
- Mayer-Pfannholz, Anton (1891–1982), deutscher Kunsthistoriker und Hochschullehrer
- Mayer-Proidl, Josefa, österreichische Schriftstellerin

##### Mayer-R
- Mayer-Reinach, Albert (1876–1954), deutscher Musikwissenschaftler, Musikpädagoge und Dirigent
- Mayer-Rossignol, Nicolas (* 1977), französischer sozialistischer Politiker

##### Mayer-S
- Mayer-Schalburg, Rolf (1883–1976), deutscher Landwirt und Verbandsfunktionär
- Mayer-Scheu, Josef (1936–2013), deutscher römisch-katholischer Theologe
- Mayer-Schönberger, Viktor (* 1966), österreichischer Rechtswissenschaftler
- Mayer-Skumanz, Lene (* 1939), österreichische Lehrerin und Autorin
- Mayer-Spohn, Ulrike (* 1980), Schweizer Komponistin

##### Mayer-T
- Mayer-Tasch, Peter Cornelius (* 1938), deutscher Politikwissenschaftler, Rektor der Hochschule für Politik München (2002–2010)

##### Mayer-V
- Mayer-Vorfelder, Gerhard (1933–2015), deutscher Sportfunktionär, Präsident des Deutschen Fußball-Bundes, Politiker (CDU), MdLGerhard Mayer-Vorfelder (1933–2015)

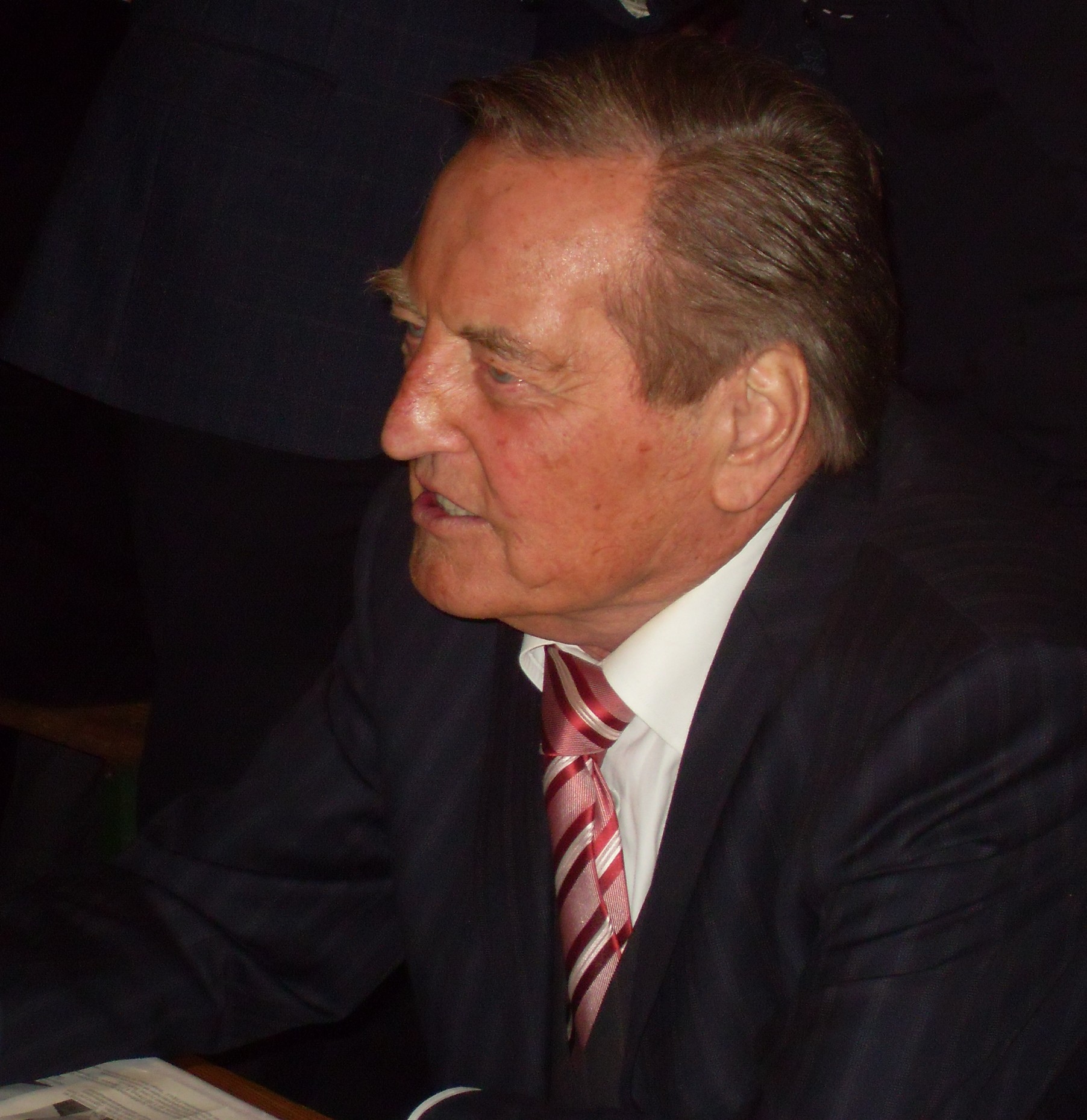
Gerhard Mayer-Vorfelder (1933–2015)

##### Mayer-W
- Mayer-Wegelin, Hans (1897–1983), deutscher Forstwissenschaftler und Hochschullehrer

##### Mayer-Z
- Mayer-Zach, Ilona (* 1963), österreichische Autorin und Schriftstellerin

#### Mayerb
- Mayerbacher, Anton, bayerischer Kaufmann, Bürgermeister von Dachau

#### Mayerh
- Mayerhofer von Grünbühel, Ferdinand (1798–1869), österreichischer Feldmarschalleutnant und Lehrer
- Mayerhofer, Andreas (* 1966), österreichischer Jazzpianist
- Mayerhofer, Artur (* 1960), deutscher Mediziner und Hochschullehrer
- Mayerhöfer, Christian (* 1971), deutscher Hockeyspieler
- Mayerhofer, Elfie (1917–1992), österreichische Filmschauspielerin und Opernsängerin (Sopran)
- Mayerhofer, Eva (* 1970), deutsche Jazzsängerin
- Mayerhofer, Franz, österreichischer Maler
- Mayerhofer, Georg (1894–1966), deutscher Politiker (Bayernpartei), MdB
- Mayerhofer, Gottfried (1807–1877), Neuoffenbarer der Lorberbewegung
- Mayerhofer, Inge, deutsche Fußballspielerin
- Mayerhofer, Jacqueline (* 1992), österreichische Autorin und Lektorin
- Mayerhöfer, Jakob (* 1984), deutscher Basketballspieler
- Mayerhofer, Jan (* 2000), österreichischer American-Football-Spieler
- Mayerhofer, Johannes (1859–1925), österreichischer Künstler und Autor
- Mayerhofer, Karl (1828–1913), österreichischer Hofopernsänger und Schachmeister
- Mayerhofer, Karl (1873–1905), österreichischer Volksliedsänger und Fiaker
- Mayerhofer, Leopold (* 1955), österreichischer Politiker (FPÖ), Landtagsabgeordneter, Abgeordneter zum Nationalrat
- Mayerhofer, Max (* 1990), österreichischer TV-Moderator und Journalist
- Mayerhofer, Veronika (* 1992), österreichische Skilangläuferin
- Mayerhoff, Konrad (1901–1969), deutscher Schauspieler bei Bühne, Film und Fernsehen sowie Theaterregisseur
- Mayerhoffer von Vedropolje, Eberhard (1870–1914), österreichischer Offizier und Militärschriftsteller
- Mayerhoffer von Vedropolje, Stephan (1839–1918), österreichischer Offizier und Lehrer
- Mayerhoffer, Andreas (1690–1771), Maurerparlier, Architekt, Baumeister und Designer
- Mayerhoffer, Hartmut (* 1969), deutscher Handballtrainer und ehemaliger Handballspieler
- Mayerhoffer, Sissy (1955–2018), österreichische Rundfunkmanagerin und Spendensammlerin

#### Mayeri
- Mayeri, Ayden (* 1990), US-amerikanische Schauspielerin und Autorin
- Mayerin, Die (* 1984), österreichische Singer-Songwriterin

#### Mayerl
- Mayerl, Adolf (1884–1954), deutscher Bildhauer und Keramik-Künstler
- Mayerl, Andy (* 1973), österreichischer Bassist, Autor und Musikpädagoge
- Mayerl, Billy (1902–1959), englischer Pianist und Komponist
- Mayerl, Martin (* 1970), österreichischer Politiker (ÖVP), Landtagsabgeordneter in Tirol
- Mayerl, Sepp (1937–2012), österreichischer Bergsteiger
- Mayerl, Willibald (1896–1977), deutscher Bergmann und Maler
- Mayerle, Manfred (* 1939), deutscher bildender Künstler

#### Mayern
- Mayern, Franz Ferdinand von (1799–1889), österreichischer Offizier, Verwaltungsbeamter und Politiker

#### Mayero
- Mayerová, Milča (1901–1977), tschechoslowakische Tänzerin und Choreografin

#### Mayers
- Mayers, Deisheline (* 2000), costa-ricanische Kugelstoßerin
- Mayers, Emanuel (* 1989), Hürdenläufer aus Trinidad und Tobago
- Mayers, Jamal (* 1974), kanadischer Eishockeyspieler
- Mayers, Kyle (* 1992), Cricketspieler der West Indies
- Mayers, Natasha (* 1979), vincentische Sprinterin
- Mayers, Tylan, barbadischer Hochspringer

#### Mayert
- Mayerthaler, Willi (1945–2002), deutscher Sprachwissenschaftler und Romanist

### Mayes
- Mayes, De'Teri (* 1974), US-amerikanisch-österreichischer Basketballspieler
- Mayes, Elaine (* 1936), amerikanische Fotografin
- Mayes, Kym (* 1947), australischer Politiker, Abgeordneter und Minister
- Mayes, M. Scott, US-amerikanischer Offizier, Generalmajor der US Air Force
- Mayes, Martin (* 1952), schottischer Jazz-Hornist
- Mayes, Rob (* 1984), US-amerikanischer Schauspieler und ein Model
- Mayes, Tharon (* 1968), US-amerikanischer Basketballspieler
- Mayes, Wendell (1919–1992), US-amerikanischer Drehbuchautor
- Mayes, William Harding (1861–1939), US-amerikanischer Politiker

### Mayet
- Mayet, Carl (1810–1868), deutscher Schachspieler
- Mayet, Paul (1846–1920), deutscher Finanz- und Sozialexperte

### Mayeu
- Mayeur de Saint-Paul (1758–1818), französischer Schauspieler, Regisseur und Dramatiker